# Malpighiengewächse
Die Malpighiengewächse (Malpighiaceae) sind eine Familie in der Ordnung der Malpighienartigen (Malpighiales) der Bedecktsamigen Pflanzen (Magnoliopsida).
Von den etwa 1300 Arten in etwa 77 Gattungen sind die meisten in den Tropen Südamerikas verbreitet. Nur etwa 150 Arten in etwa 17 Gattungen kommen in der Alten Welt vor.

## Beschreibung

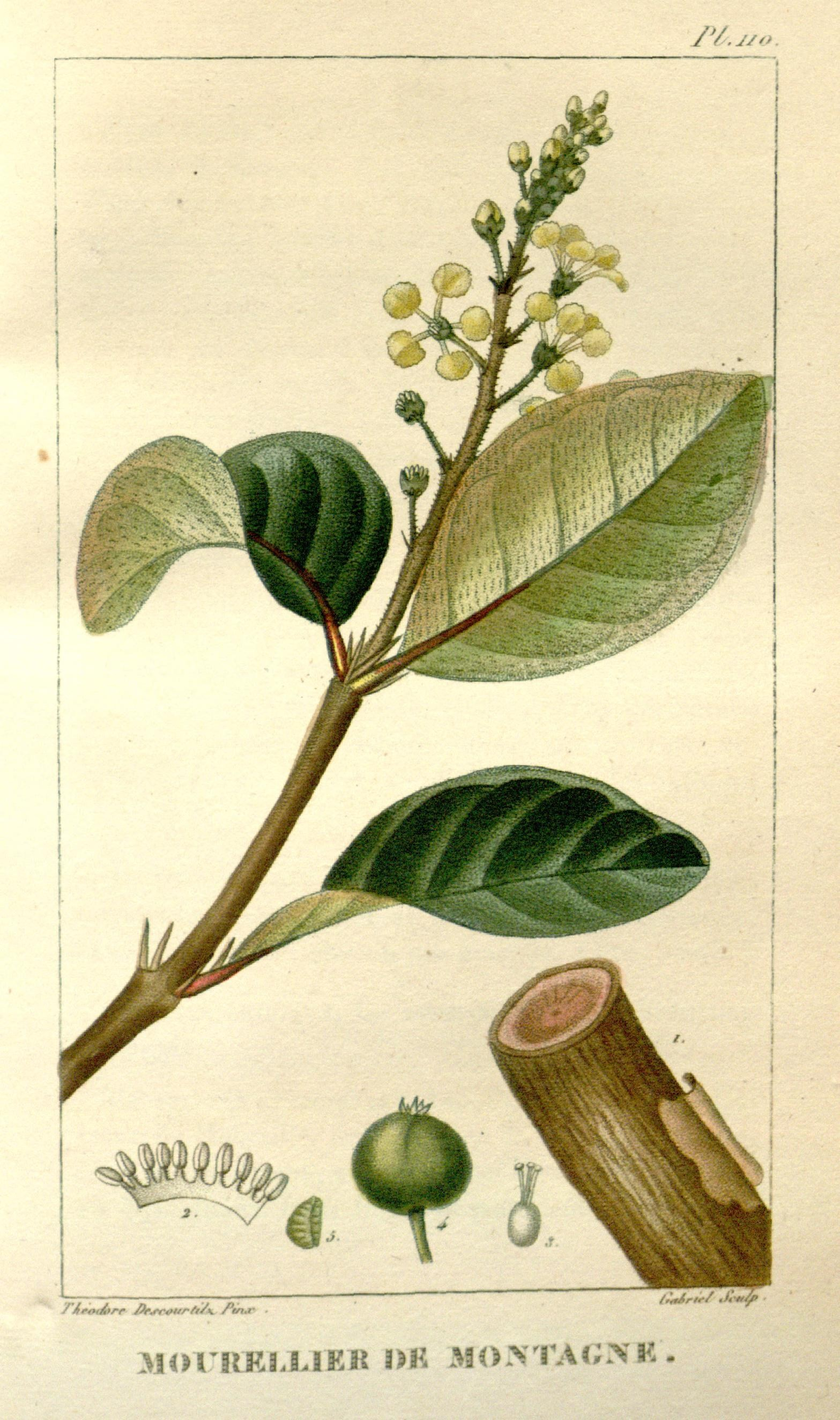
Illustration aus Flore médicale des Antilles, ou, Traité des plantes usuelles, 1822, Tafel 110 von Byrsonima crassifolia

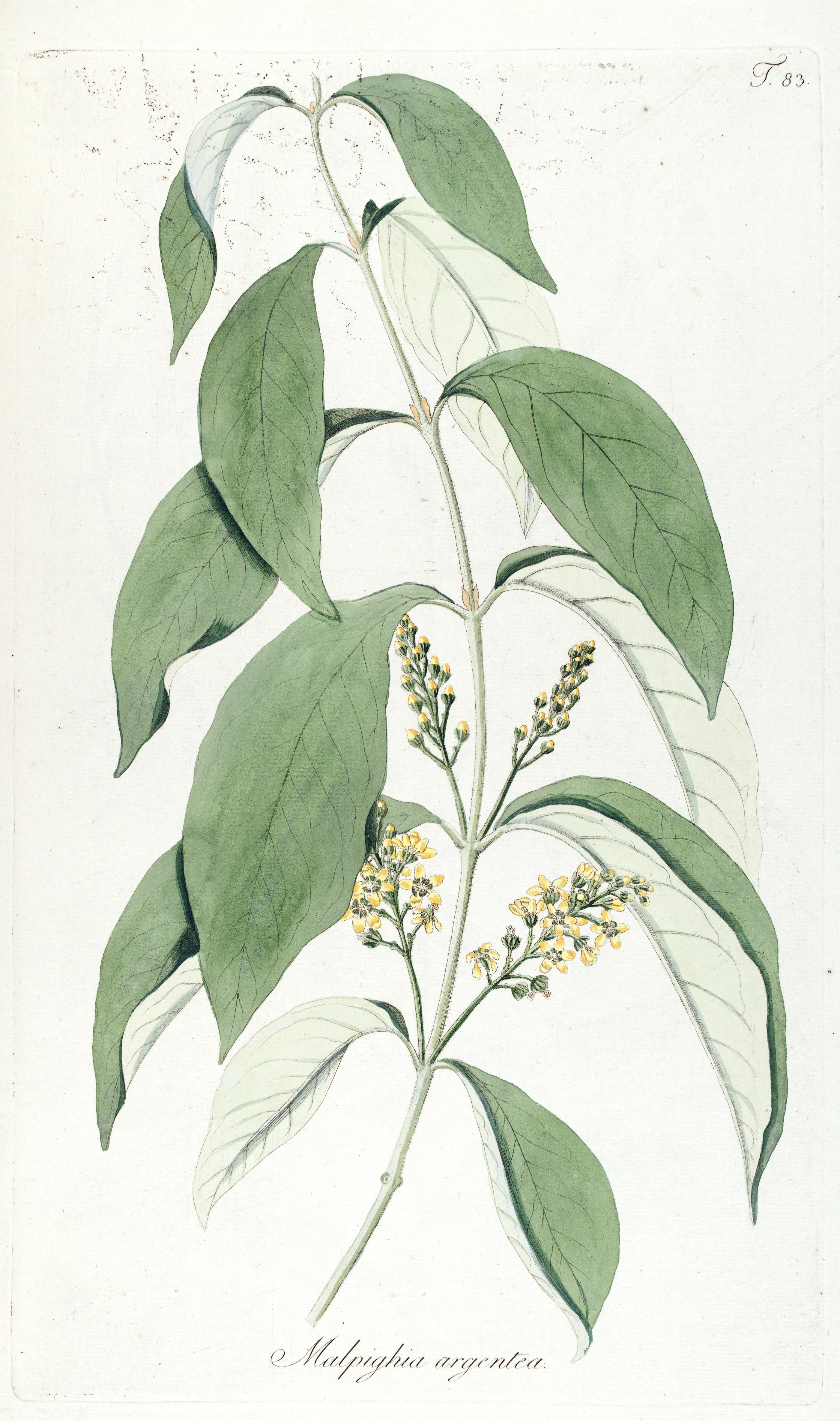
Illustration aus Fragmenta botanica, figuris coloratis illustrata, Tafel 83 von Bunchosia argentea

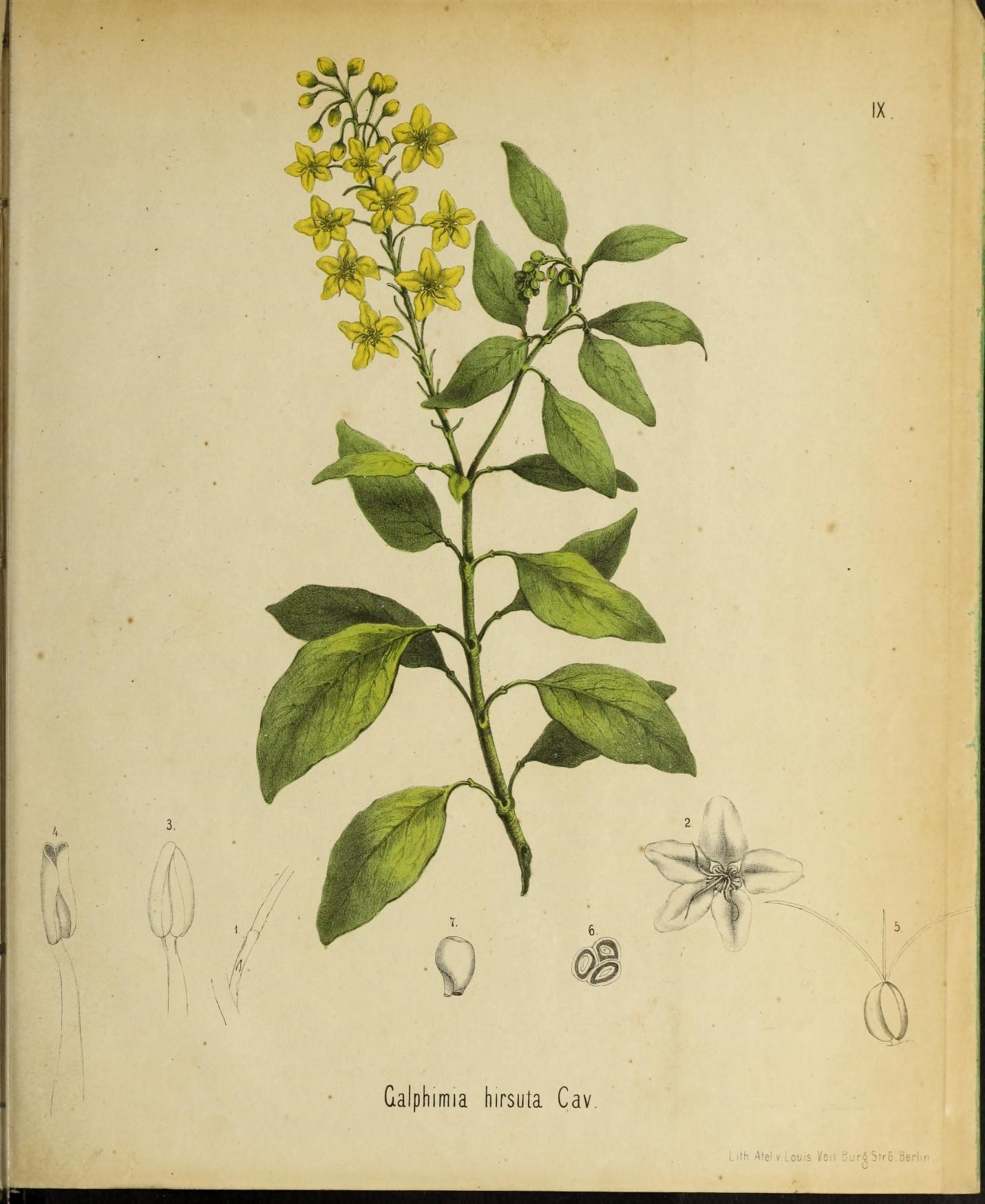
Illustration aus Berliner allgemeine Gartenzeitung, 1857 von Galphimia hirsuta

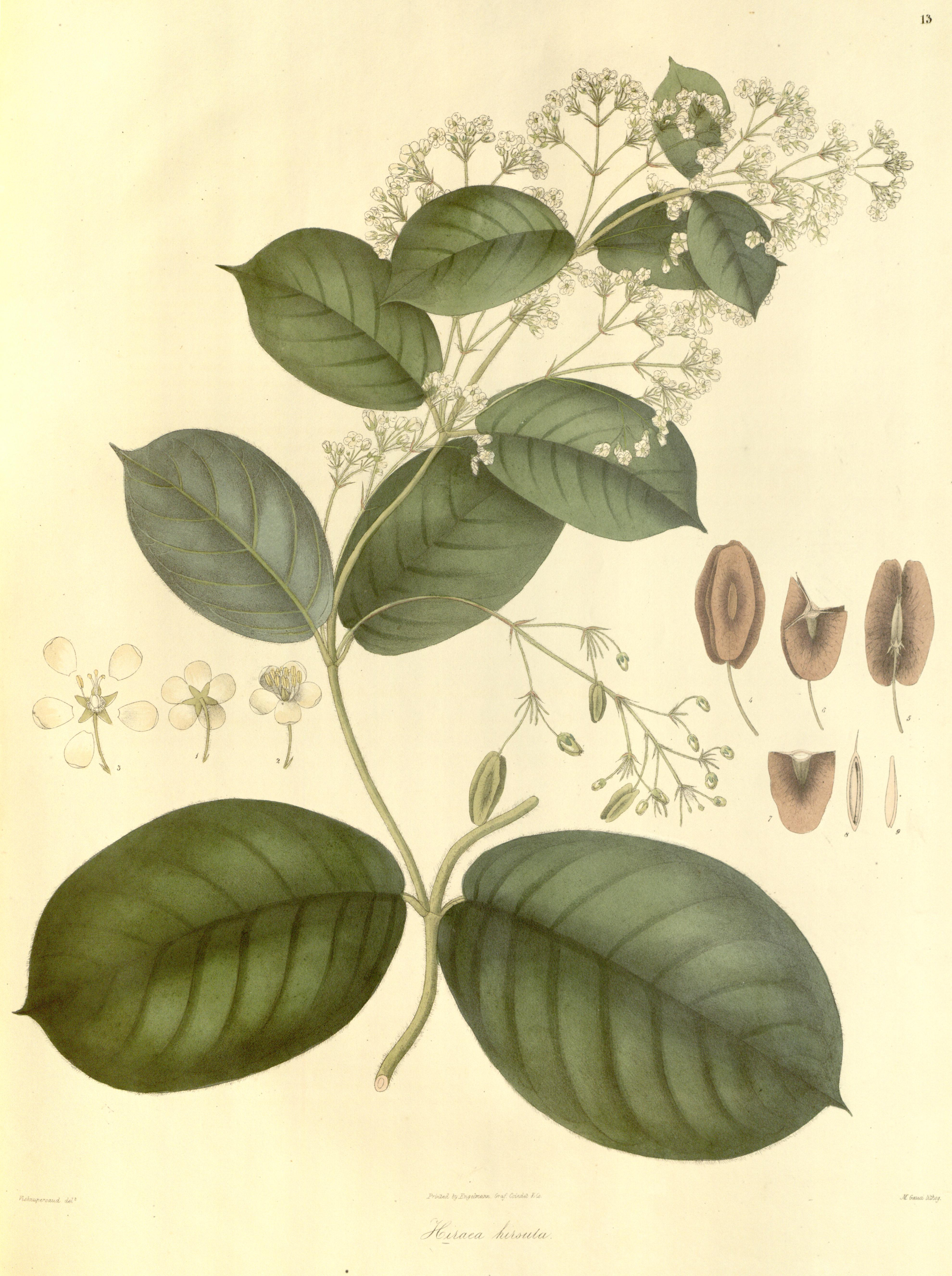
Illustration aus Plantae Asiaticae rariores, or, Descriptions and figures of a select number of unpublished East Indian plants, Tafel 13 von Aspidopterys hirsuta

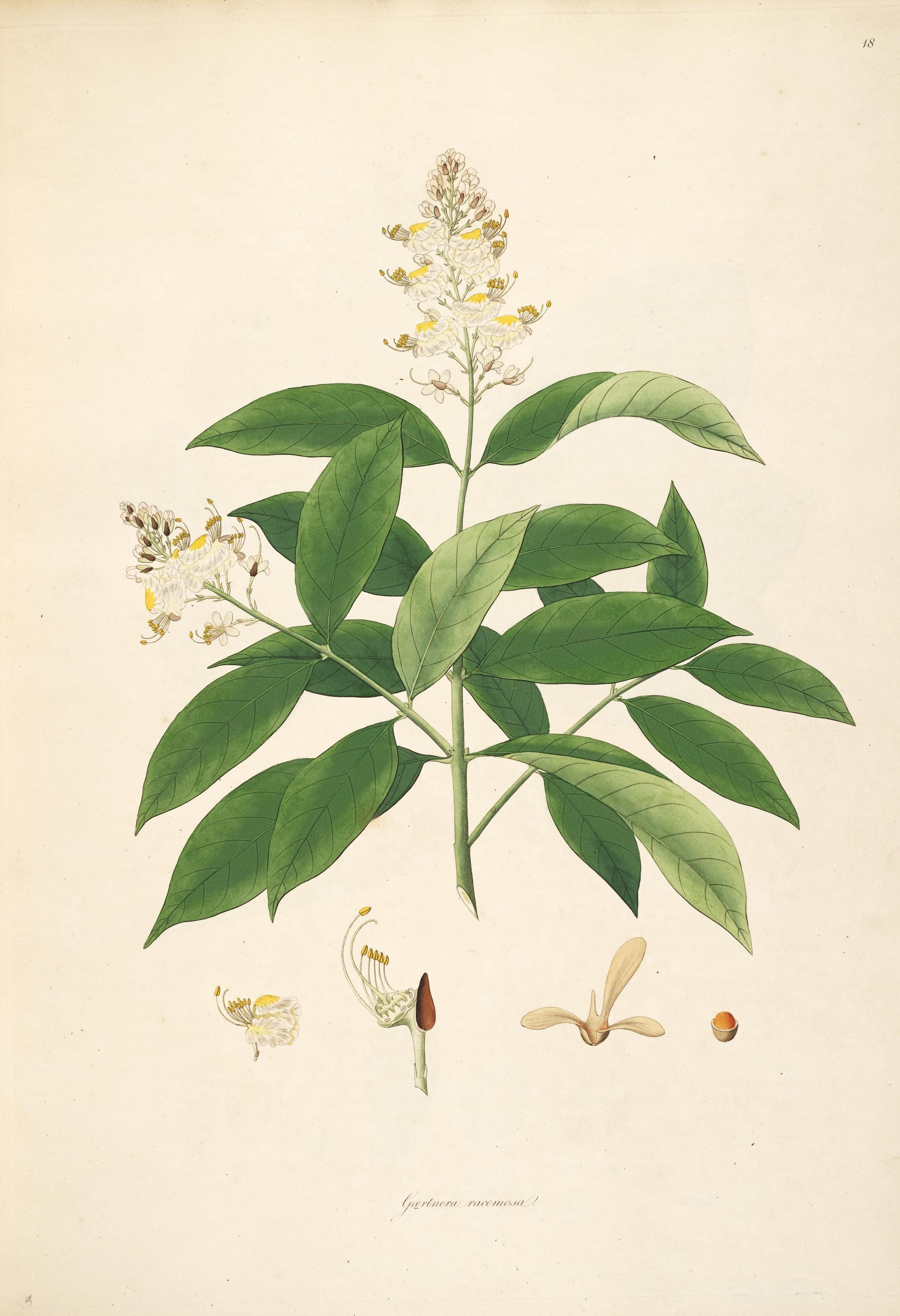
Illustration aus Plants of the coast of Coromandel Coast Tamil Nadu Andhra Pradesh India Flora Fruits Flowers, 1795 von Hiptage benghalensis

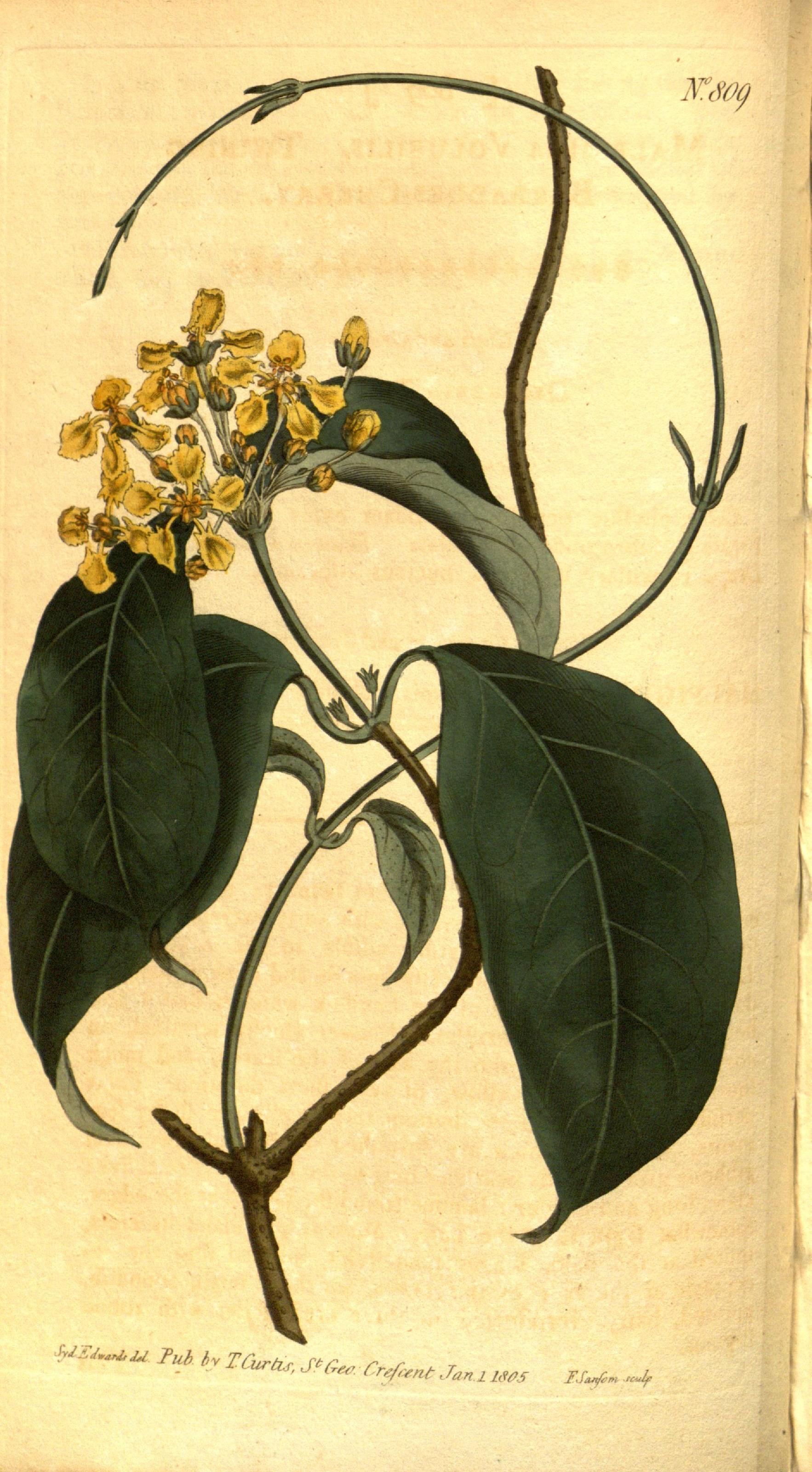
Illustration aus Curtis's Botanical Magazine, 1805, Tafel 809 von Carolus sinemariensis

### Vegetative Merkmale
Es sind meist verholzende Pflanzen: Sträucher, Bäume und Lianen, aber auch ausdauernde krautige Pflanzen. Eine große Zahl von Arten sind Kletterpflanzen, einige davon sind windend. Das Sekundäre Dickenwachstum ist oft anomal.
Die meist gegenständig, selten wirtelig oder wechselständig angeordneten Laubblätter sind meist in Blattstiel und Blattspreite gegliedert; selten sind die Laubblätter sitzend. Die einfachen Blattspreiten besitzen meist einen glatten Blattrand. Auf den Blattstielen oder auf den Blattunterseiten sind oft Drüsen vorhanden. Es sind meist Nebenblätter, die frei oder unterschiedlich verwachsen sind und von winzig bis über 14 Zentimeter lang sein können und sie können sehr unterschiedlich geformt sein, vorhanden; nur bei wenigen Gattungen und Arten fehlen sie.

### Generative Merkmale
Die end- oder seitenständigen Blütenstände sind sehr unterschiedlich aufgebaut; oft sind es Trauben oder Rispen, wobei die Blüten oft in doldigen oder schirmtraubigen Teilblütenständen angeordnet sind. Die Blütenstiele sind oft gut entwickelt. Die Blütenstiele sitzen bei vielen Gattungen an einem „Gelenk“ auf den kurzen Seitenachsen (Peduncle, Floriferis). Es sind meist Trag- und Deckblätter vorhanden.
Die Blüten sind je nach Art sehr unterschiedlich groß mit Durchmessern von etwa 6 Millimetern bis etwa 4 Zentimetern. Die  Blüten sind meist zwittrig; wenigen Gattung sind diözisch oder funktional diözisch. Oft sind die Blüten mehr oder weniger zygomorph, bei einigen Gattung sind sie radiärsymmetrisch. Die Blüten sind meist fünfzählig mit doppelter Blütenhülle. Die meist fünf haltbaren Kelchblätter sind und meist in der Knospe dachziegelartig überlappend und frei oder nur an ihrer Basis verwachsen. Bei den meisten Arten der Neuen Welt sind auf allen oder an den vier seitlichen Kelchblättern auf der Außenseite zwei (selten nur eine) große mehrzellige Drüsen (Öldrüsen) vorhanden; bei den meist Arten der Alten Welt sind Drüsen der Kelchblätter stark reduziert in Zahl und Größe oder fehlen sogar. Die fünf freien und sich dachziegelartig überlappenden Kronblätter sind meist genagelt und ihr oberes Ende ist oft gefranst. Die Blütenfarben sind meist gelb, rosafarben oder weiß, selten sind sie blau. Das obere Kronblatt unterscheidet sich oft von den vier seitlichen.  Meist befinden sich zehn Staubblätter in einem Kreis, bei Lasiocarpus sind es 15 und bei wenigen Gattungen sind weniger als zehn Staubblätter vorhanden. Die Staubblätter sind auf dem Blütenboden zwischen den Kronblättern und dem Fruchtknoten inseriert. Staubfäden sind immer erkennbar, sie können kurz bis lang sein, alle gleich oder verschieden, vollständig frei oder teilweise verwachsen sein. Die alle gleichen oder verschiedenen Staubbeutel bestehen aus vier Theken und öffnen sich meist durch einen Längsschlitz (longitudinal) entlang der inneren Kante jeder Theka; bei wenigen Gattungen öffnen sich mehr oder weniger am oberen Ende mit Poren oder sehr kurzen Schlitzen. Es sind selten zwei oder vier, meist drei, meist oberständige Fruchtblätter vorhanden, sie können frei bleiben oder zu einem Fruchtknoten verwachsen. Jedes freie Fruchtblatt oder jede fertile Fruchtknotenkammer enthält eine hängende anatrope Samenanlage. Es sind meist gleich viele Griffel wie Fruchtblätter vorhanden, sie können vollständig frei oder verwachsen sein; bei wenigen Gattung ist die Anzahl an Griffeln reduziert.
An der Frucht sind oft noch die Kelch- und Staubblätter erhalten. Es werden fleischigen oder trockenen Früchte gebildet, die sich nicht öffnen. Die fleischigen Früchte sind die oft Steinfrüchte oder Beeren. Diese Früchte sind bei Reife gelb, rot oder blau bis schwarz. Die trockenen Früchte sind oft Samara (Flügelnüsss), die bei Reife in, oft drei, Teilfrüchte zerfallen. Die Teilfrüchte besitzen Aerenchym oder anderes Gewebe oder sind geflügelt. Jedes Fruchtfach oder Teilfrucht enthält nur einen Samen. Die Samen enthalten kein Endosperm.

### Chromosomensätze
In der Familie Malpighiaceae ist die niedrigste Chromosomengrundzahl x = 6 und dies ist wohl die ursprünglichste Chromosomengrundzahl, denn sie wurde bei den drei Gattungen der Galphimia-Klade (Galphimia, Lophanthera, Verrucularia) gefunden, die in der Nähe der Basis des phylogenetischen Stammbaumes stehen. Am häufigsten sind Chromosomengrundzahl von x = 10 und x = 12 oder ein Vielfaches davon zu finden. Es kommt auch x = 8 bei Ectopopterys, x = 9 bei Cordobia und x = 17 bei Camarea vor.

## Inhaltsstoffe und Ökologie
Bei einigen Arten akkumulieren Pflanzenteile Gifte, welche zum Fischfang genutzt wurden.
Das Auftreten bei neotropischen Arten von Öldrüsen in den Blüten auf den Außenseiten der Kelchblätter ist eine besondere Koevolution mit den Bestäubern. Einige Gattungen der Apidae und solitärlebende Centridini (Epicharis, Centris) sind Bestäuber. Bienen der Centridini besitzen an vier Beinen Haarbüschel, die sie dazu benutzen, um das Öl der Öldrüsen zu sammeln, während sie sich mit ihren Mandibeln an der schmalen Basis des oberen Kronblattes (dieses wird Fahne genannt) festhalten. Diese Fahnen (oberes Kronblätter) haben oft eine besondere von den anderen Kronblättern abweichende Farbe und diese kann sich im Verlauf der Anthese verändern. Diese Fahnen weisen nach oben, weil sich die Blüten um 36° gedreht haben. Dieses Öl wird überwiegend von weiblichen Insekten gesammelt, die es als Nahrung für ihre Brut verwenden. Andere Insekten Arten sammeln die Pollen, dabei gibt es auch einige Koevolutionen. Bei den paläotropischen Arten gibt es ganz unterschiedliche Veränderungen in der Blütenmorphologie und Anpassungen an ihre Bestäuber.

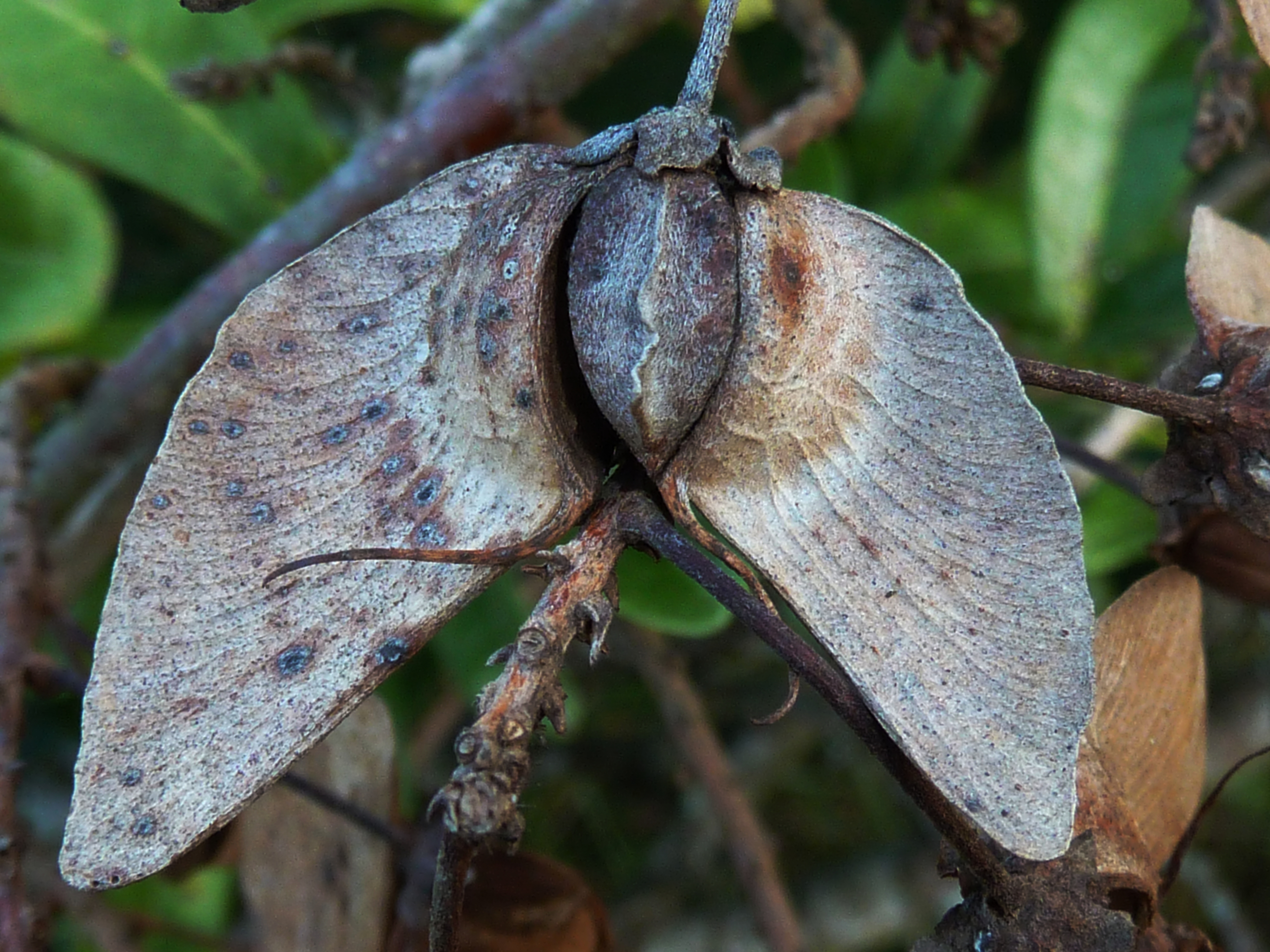
Samara von Acridocarpus natalitius

Malpighiaceae sind mit etwa 400 Arten an Kletterpflanzen eine der drei ökologisch wichtigsten Gruppen von Lianen in der Neotropis.
Die bei Reife auffällige gefärbten Steinfrüchte und Beeren werden durch Vögel (Zoochorie) ausgebreitet. Die Teilfrüchte besitzen Aerenchym oder anderes Gewebe um durch Wasser (Hydrochorie) ausgebreitet zu werden oder sind geflügelt zur Ausbreitung über den Wind (Anemochorie). Die Samen werden nie aus den Früchten freigesetzt und so ist die Diaspore immer die Frucht oder Teilfrucht.

## Systematik und Verbreitung

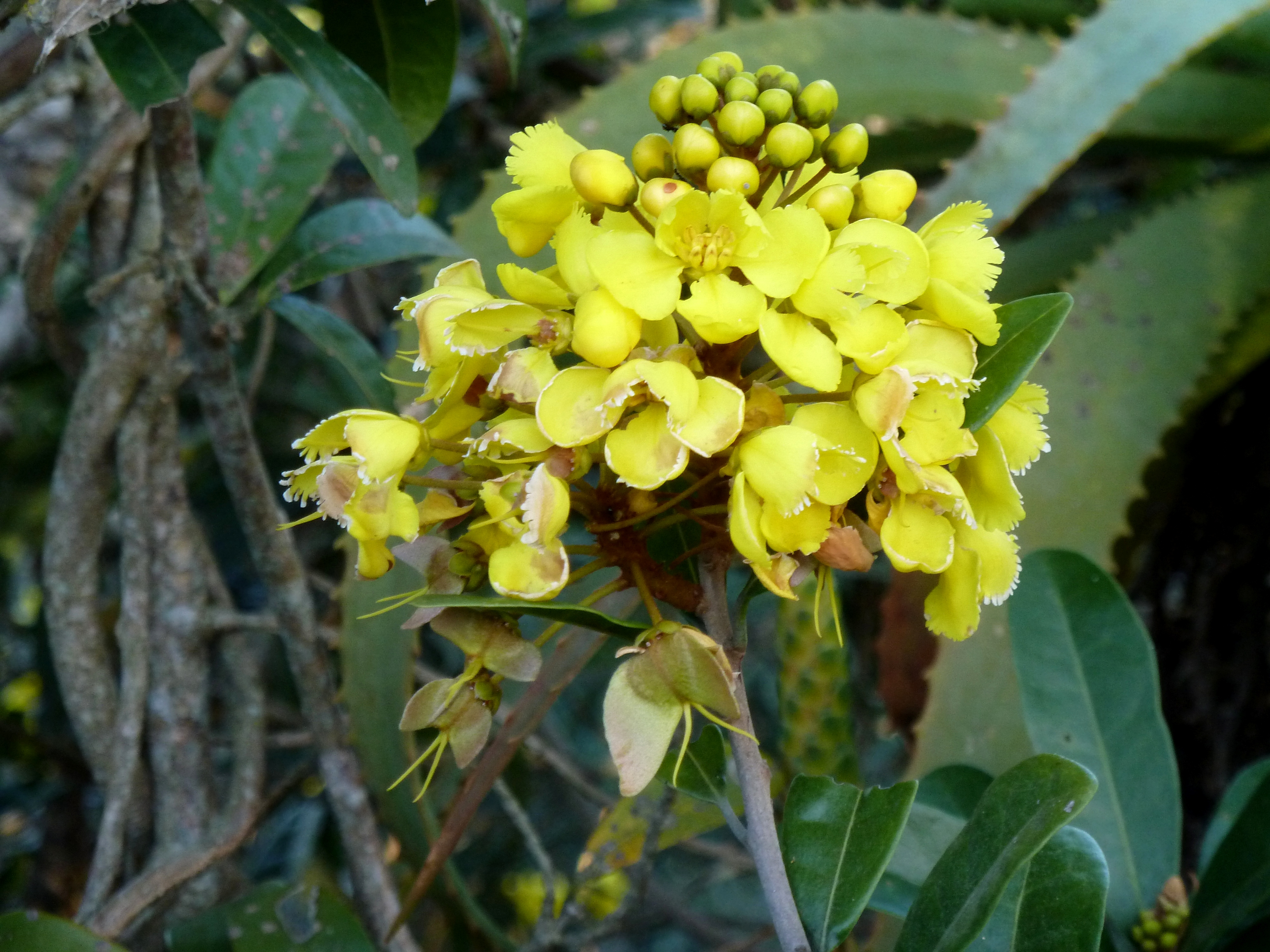
Acridocarpus natalitius

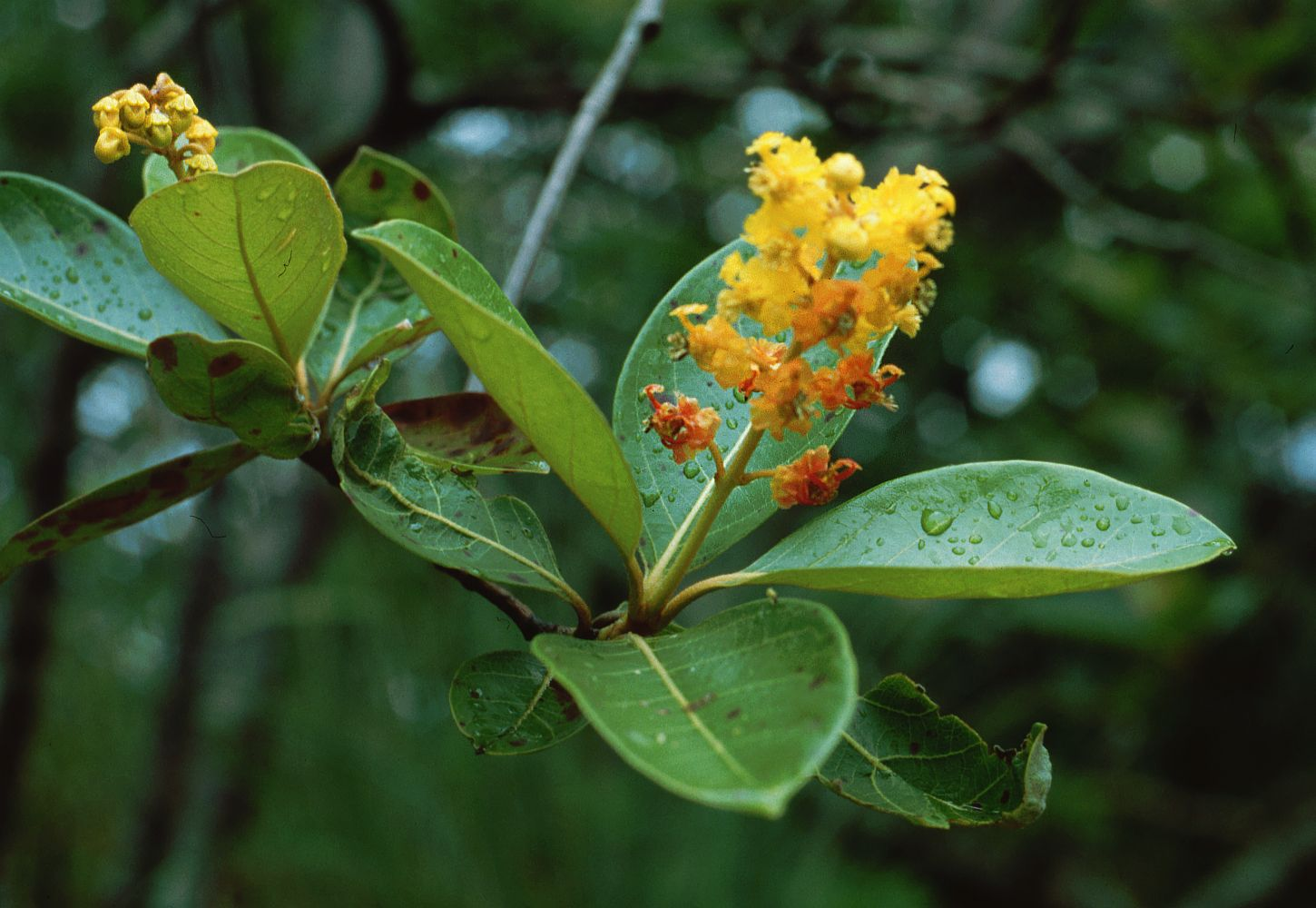
Byrsonima crassifolia

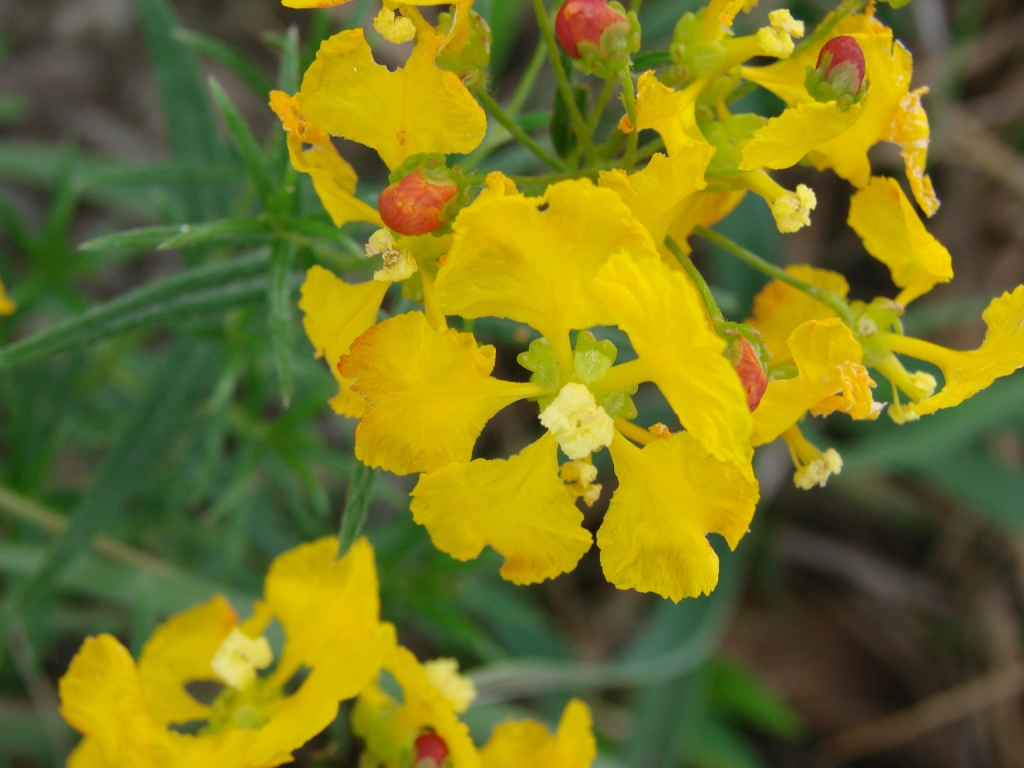
Camarea ericoides

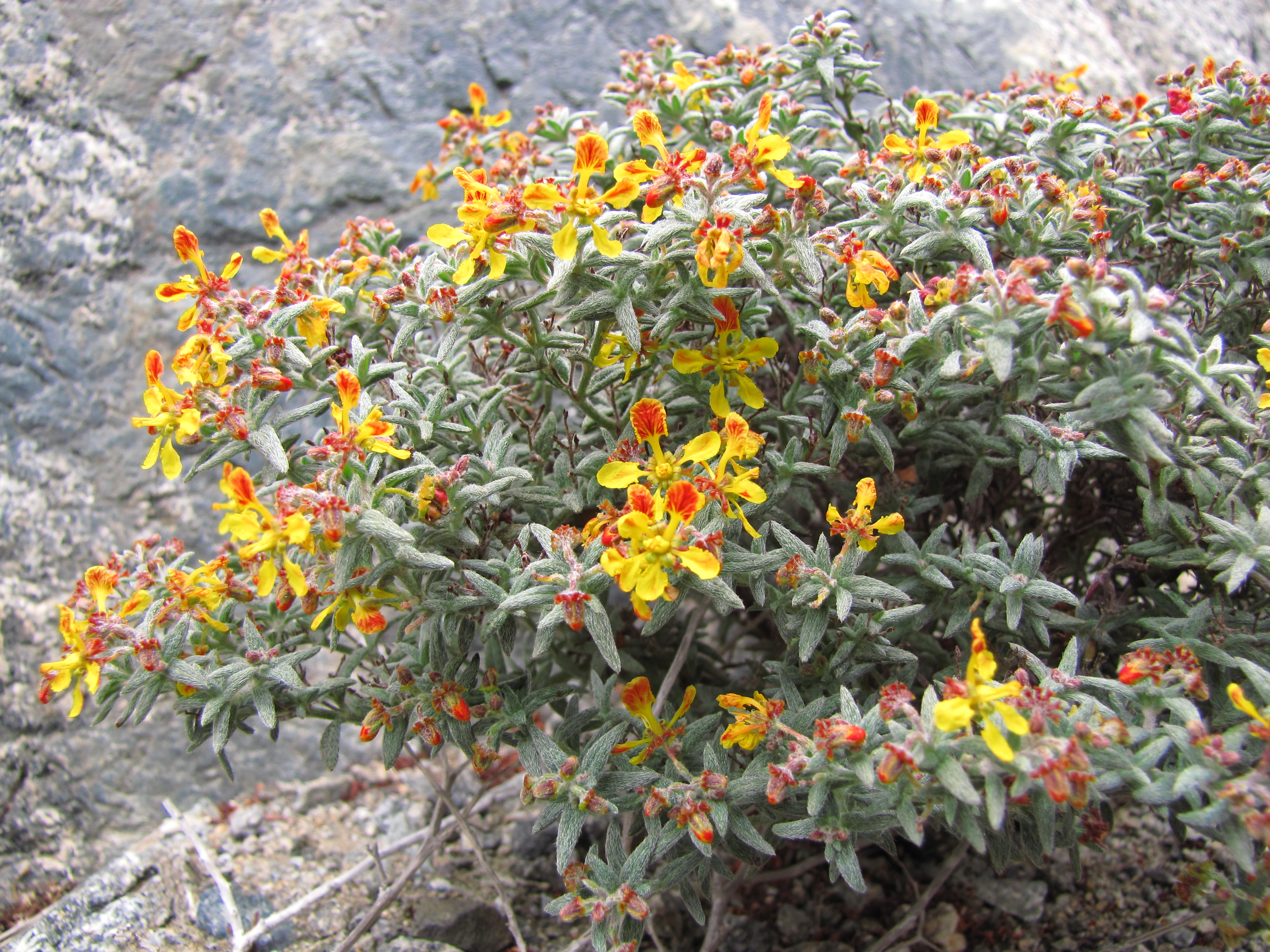
Dinemandra ericoides

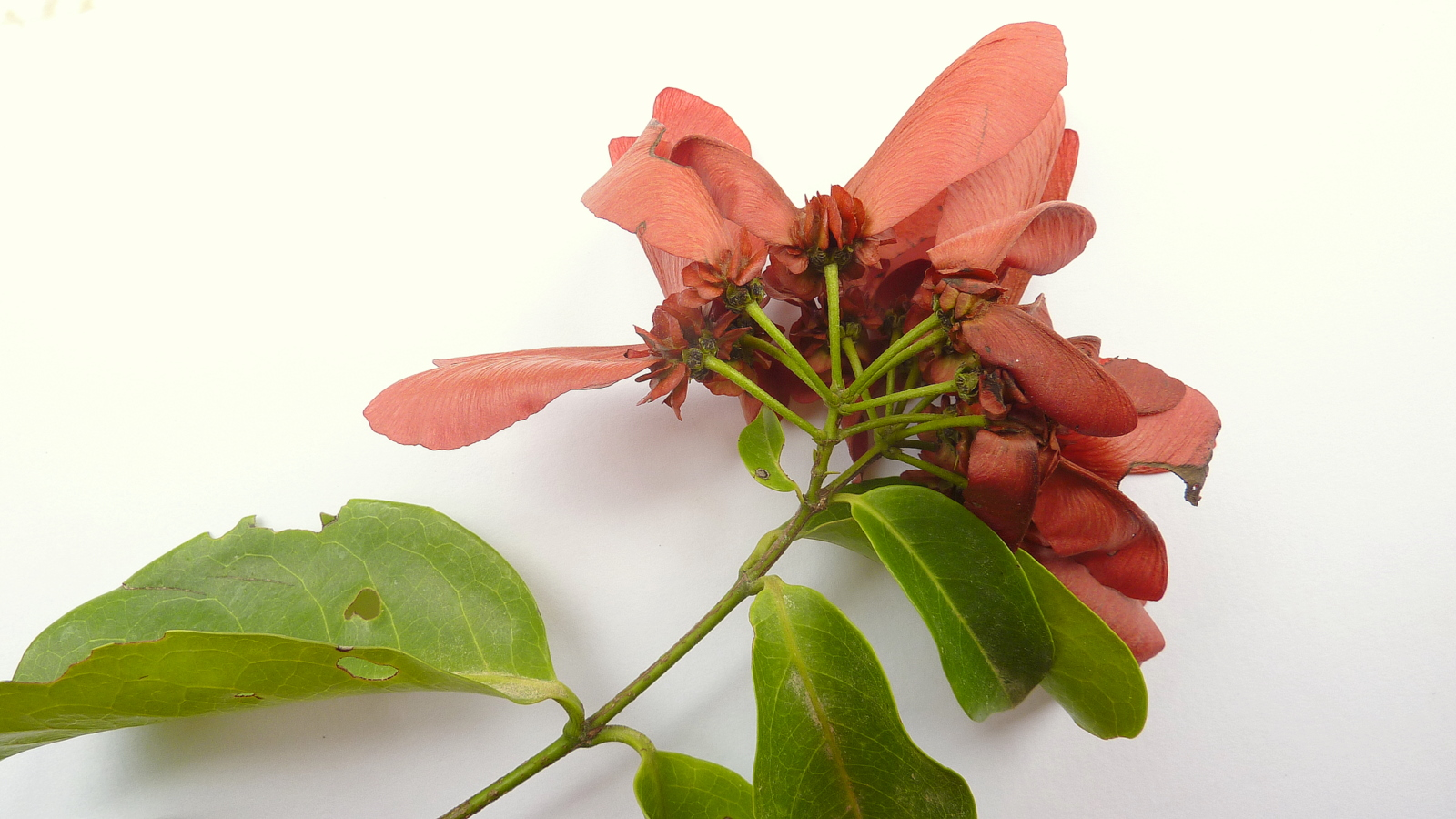
Zweig mit Samara von Diplopterys pubipetala

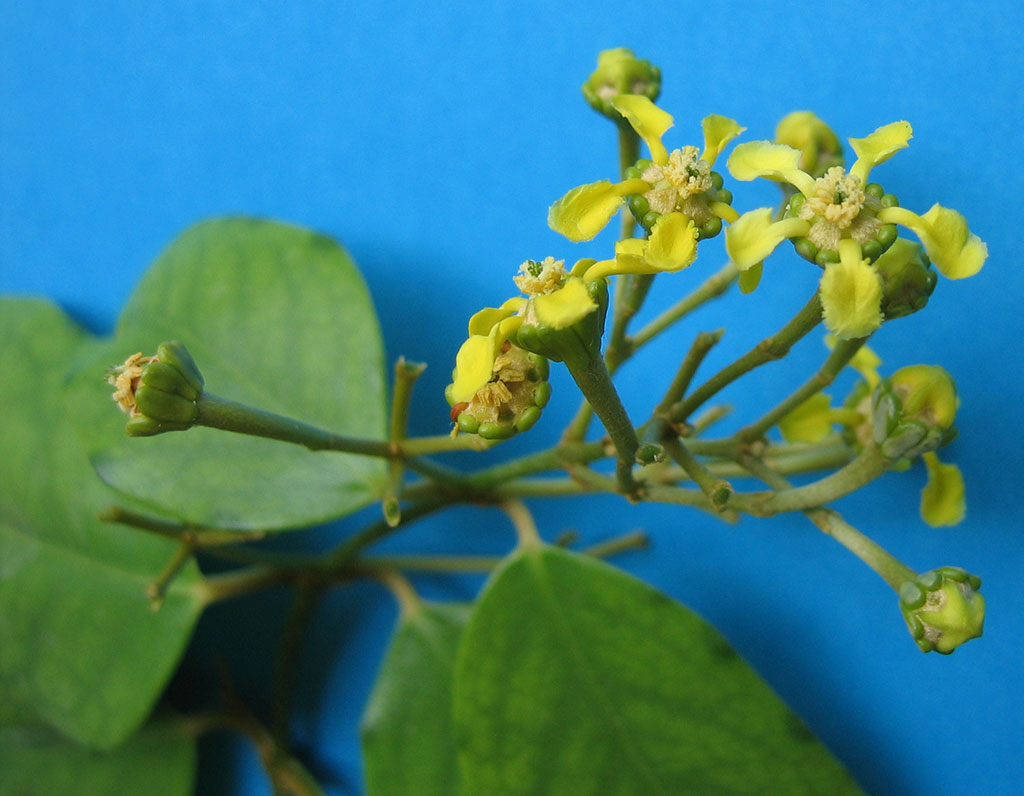
Blütenstand von Heteropterys chrysophylla

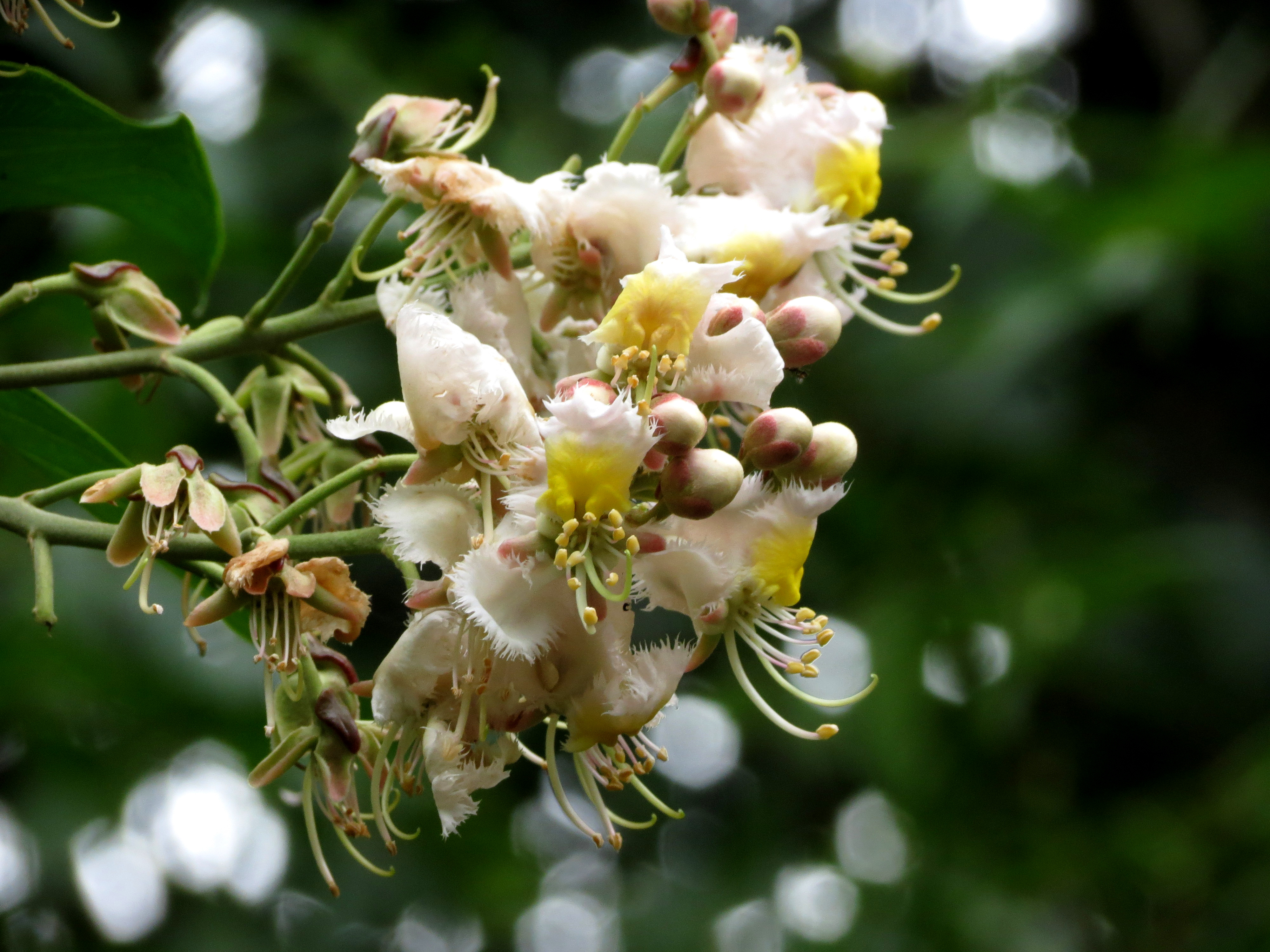
Ausschnitt eines Blütenstandes von Hiptage benghalensis mit stark zygomorphen Blüten

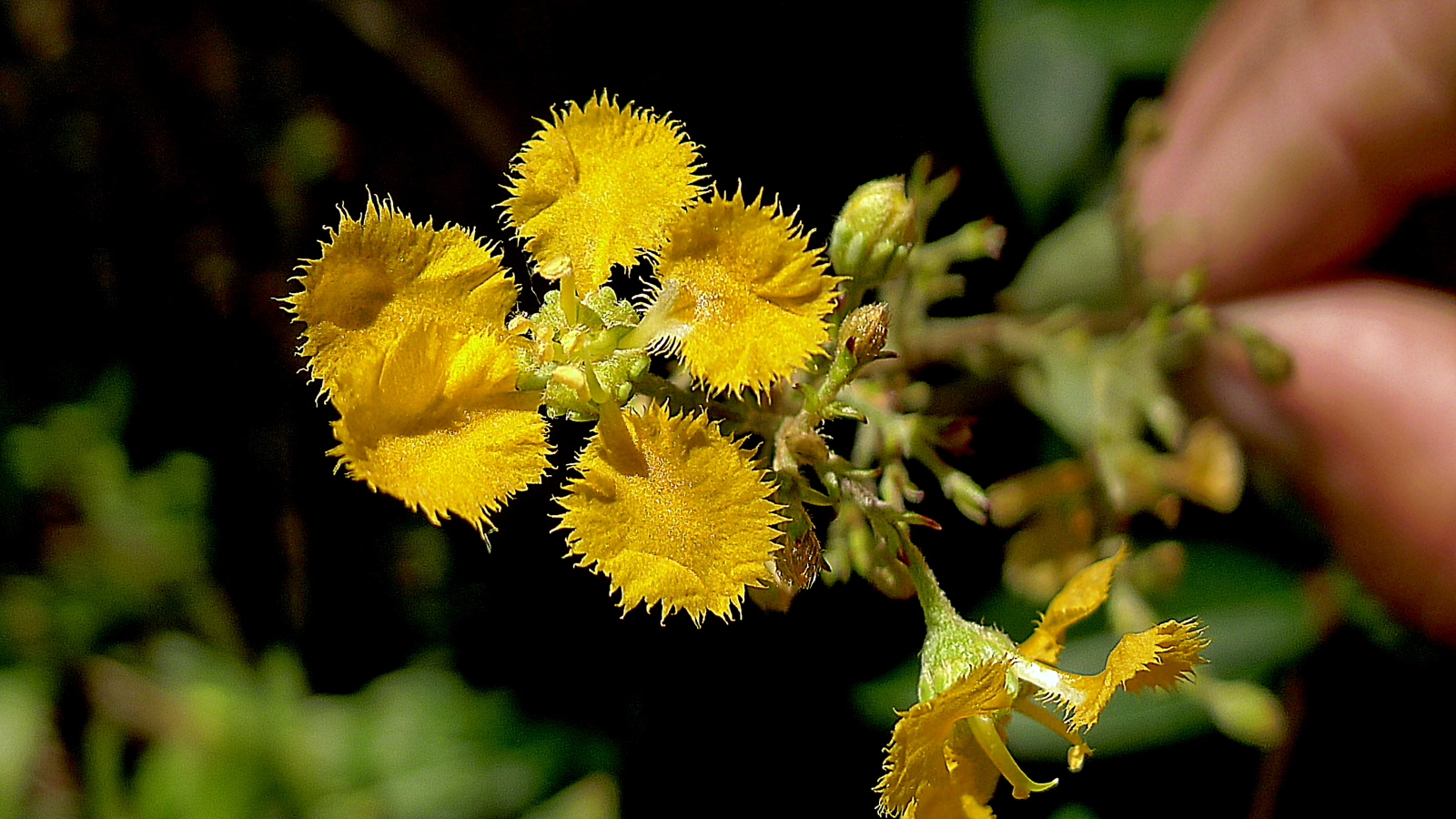
Janusia anisandra

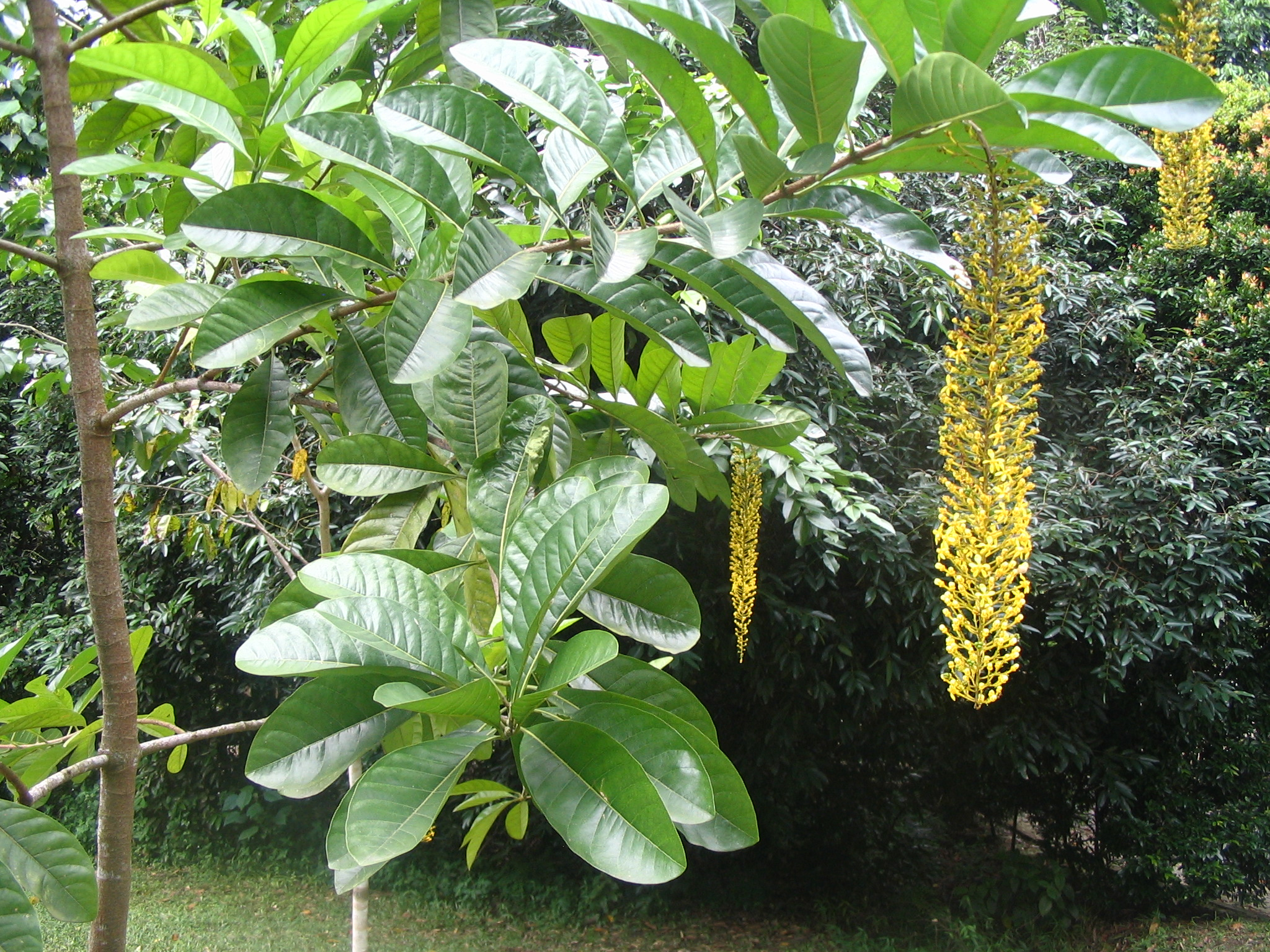
Lophanthera lactescens

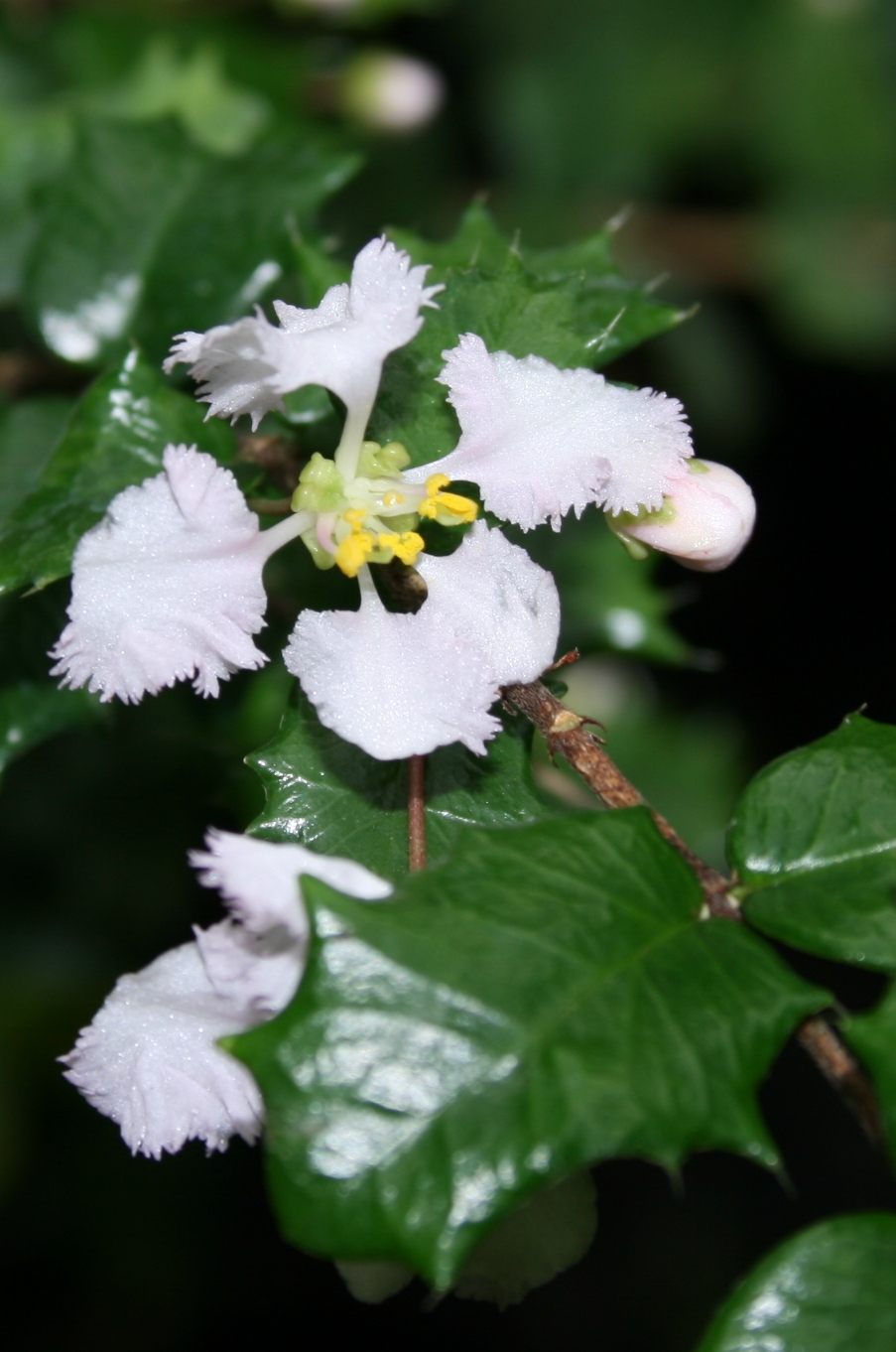
Malpighia coccigera

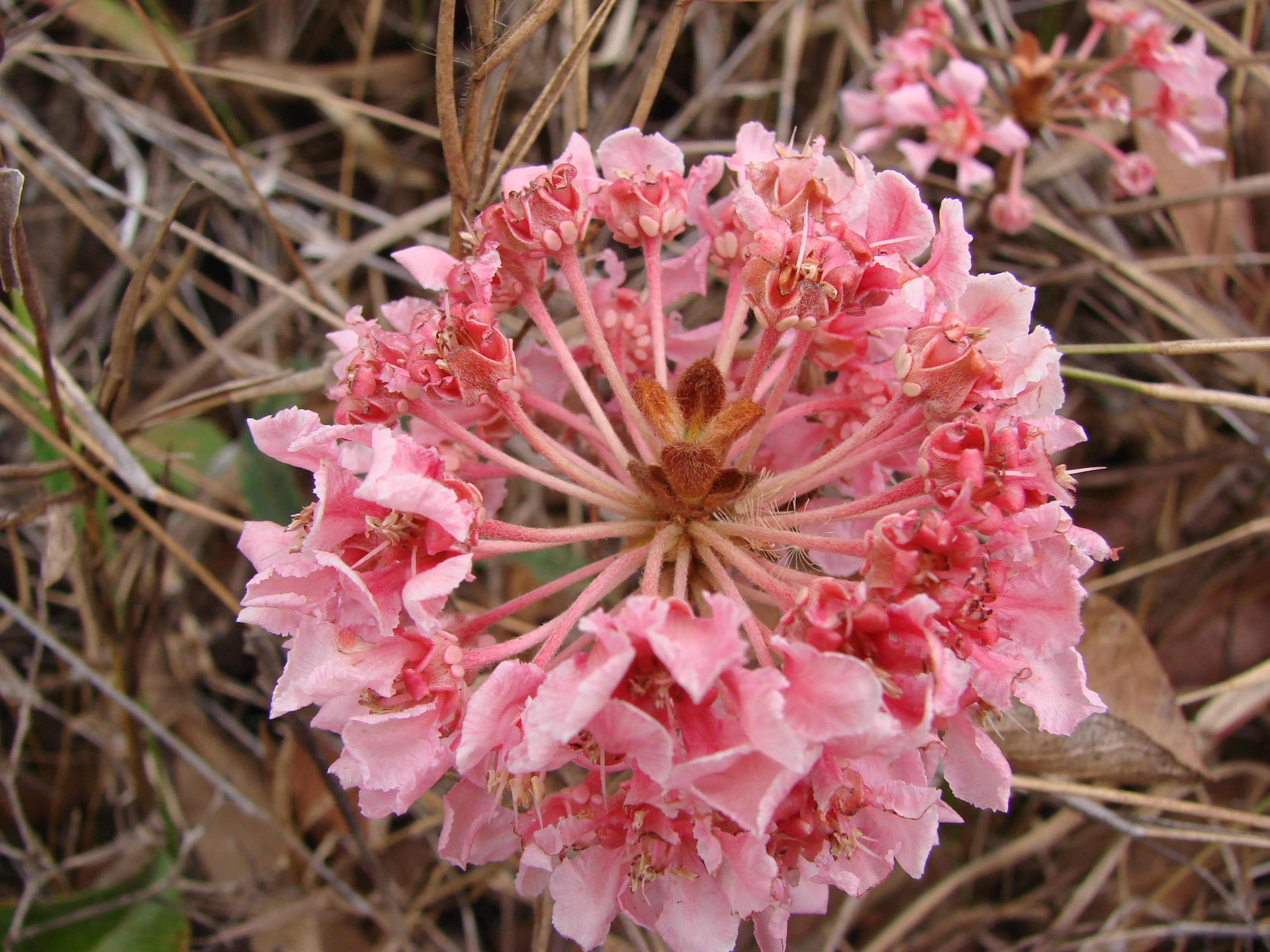
Pterandra pyroidea

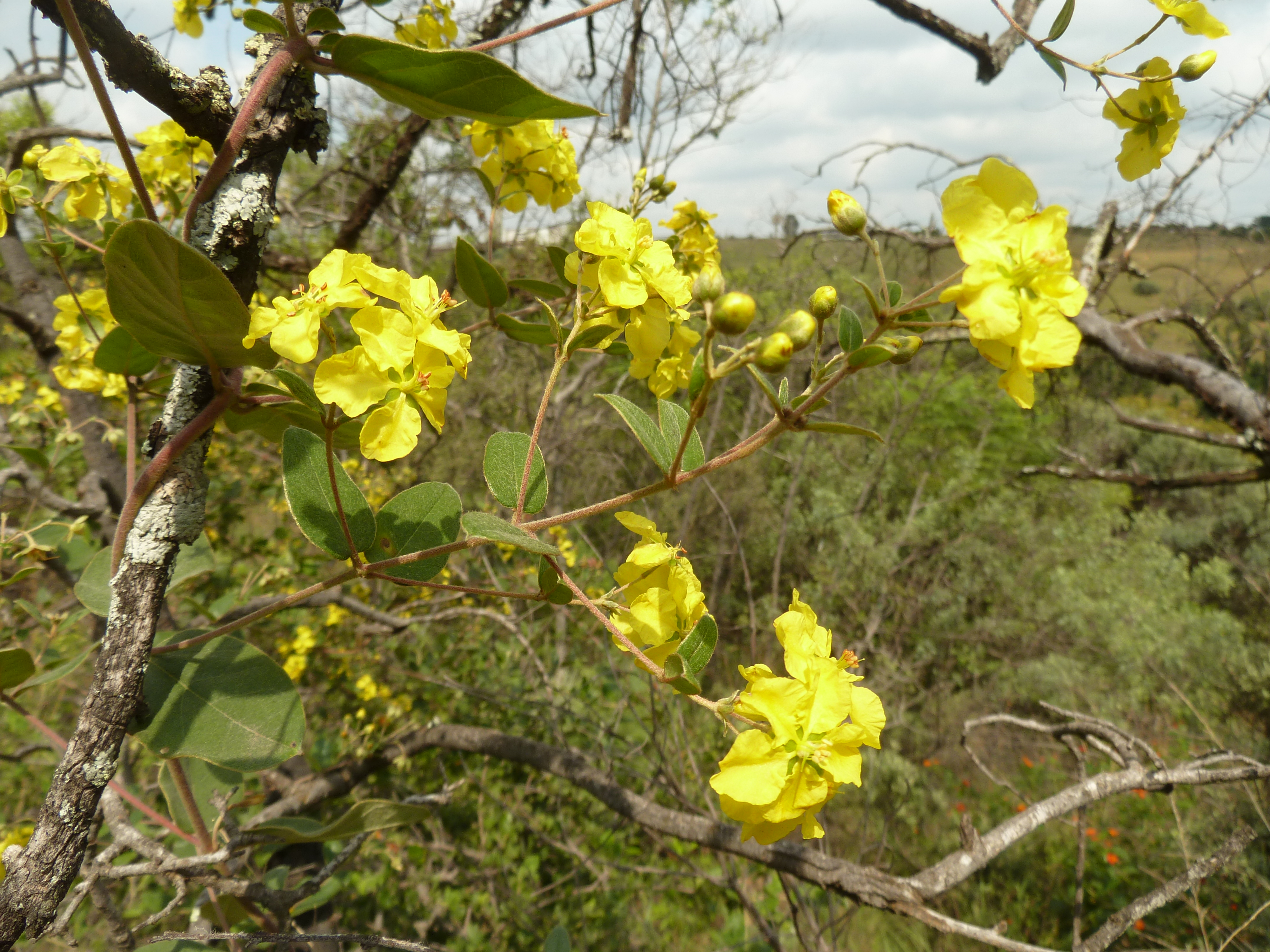
Sphedamnocarpus pruriens

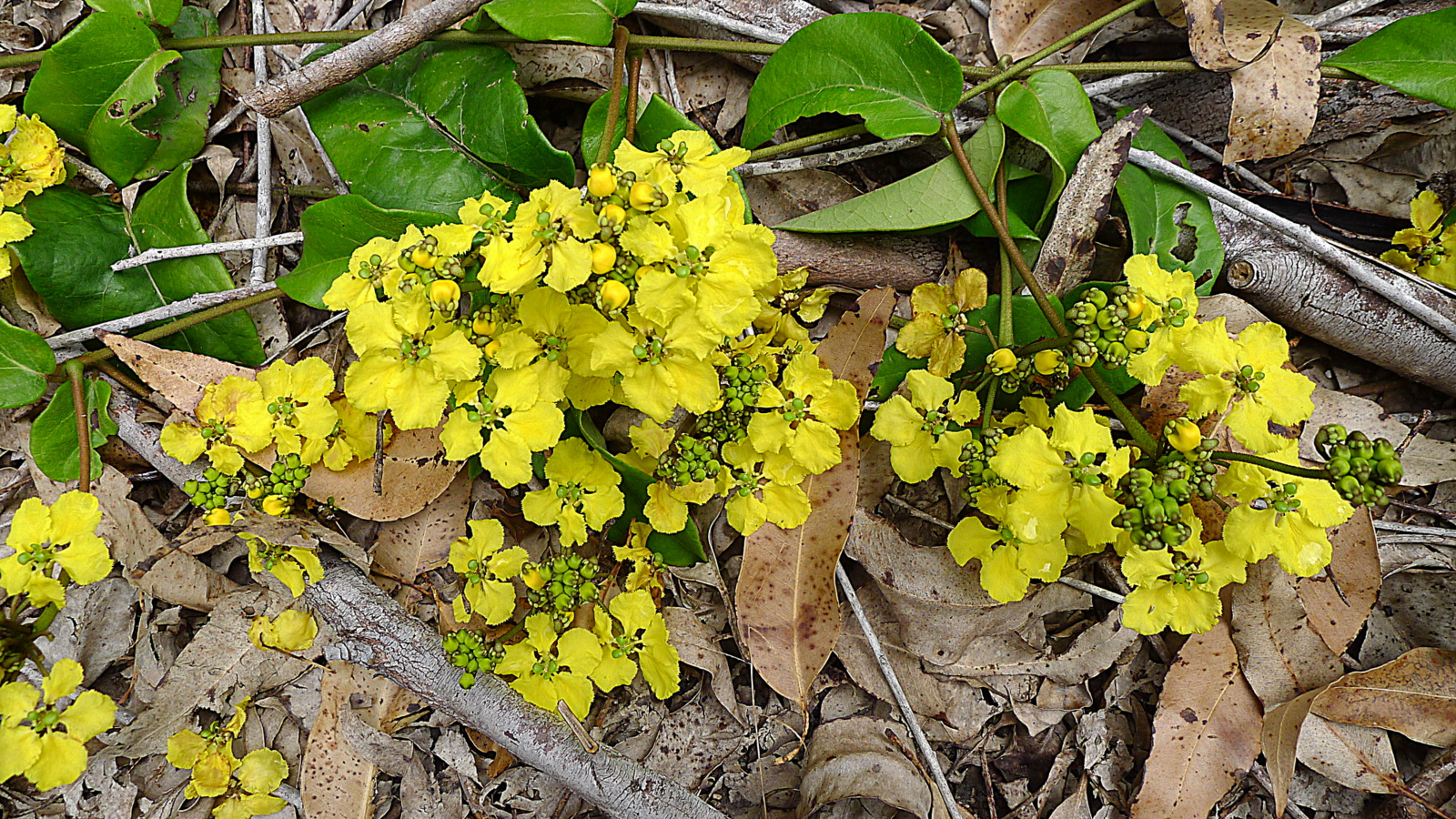
Stigmaphyllon blanchetii

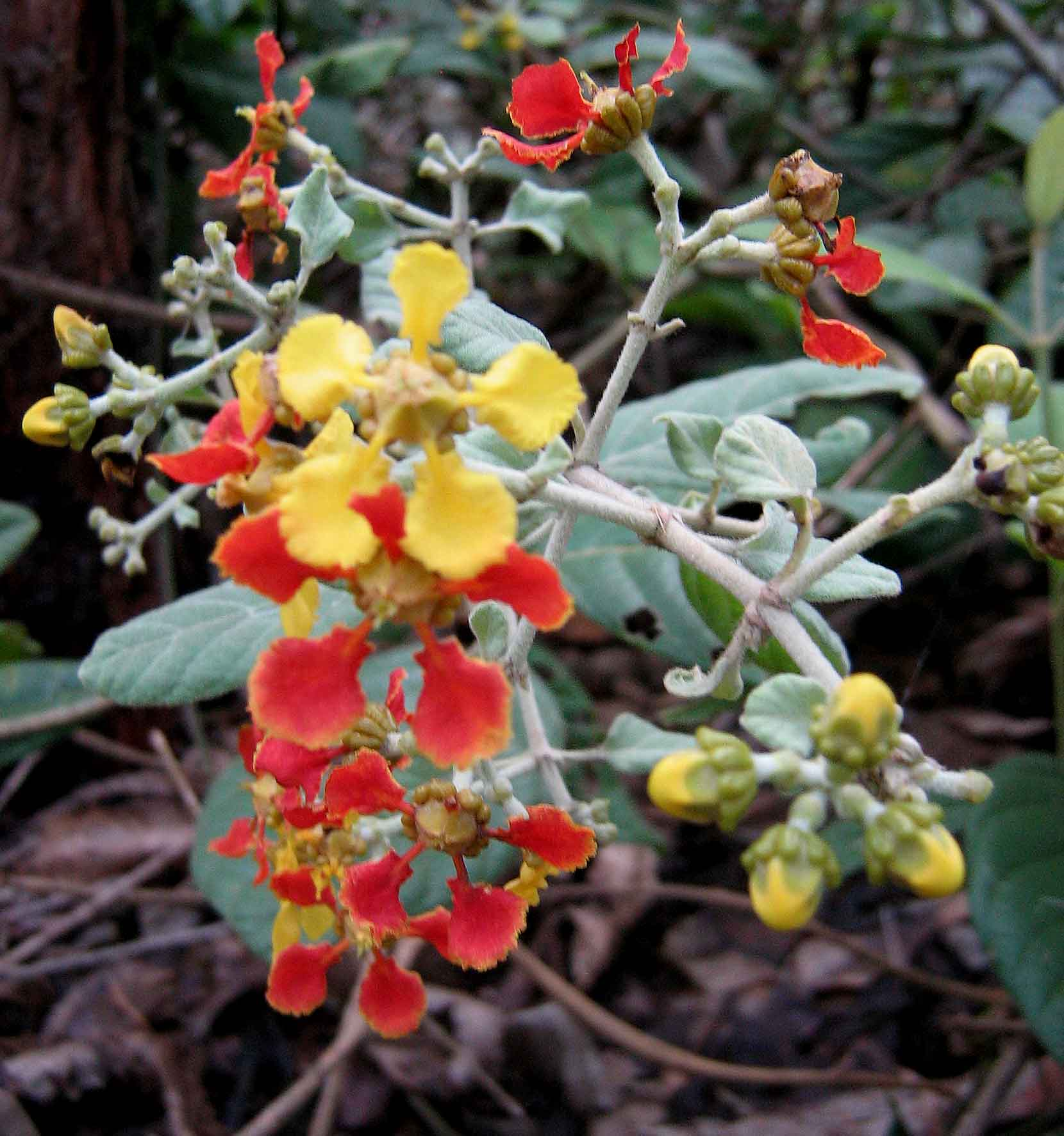
Tetrapterys phlomoides

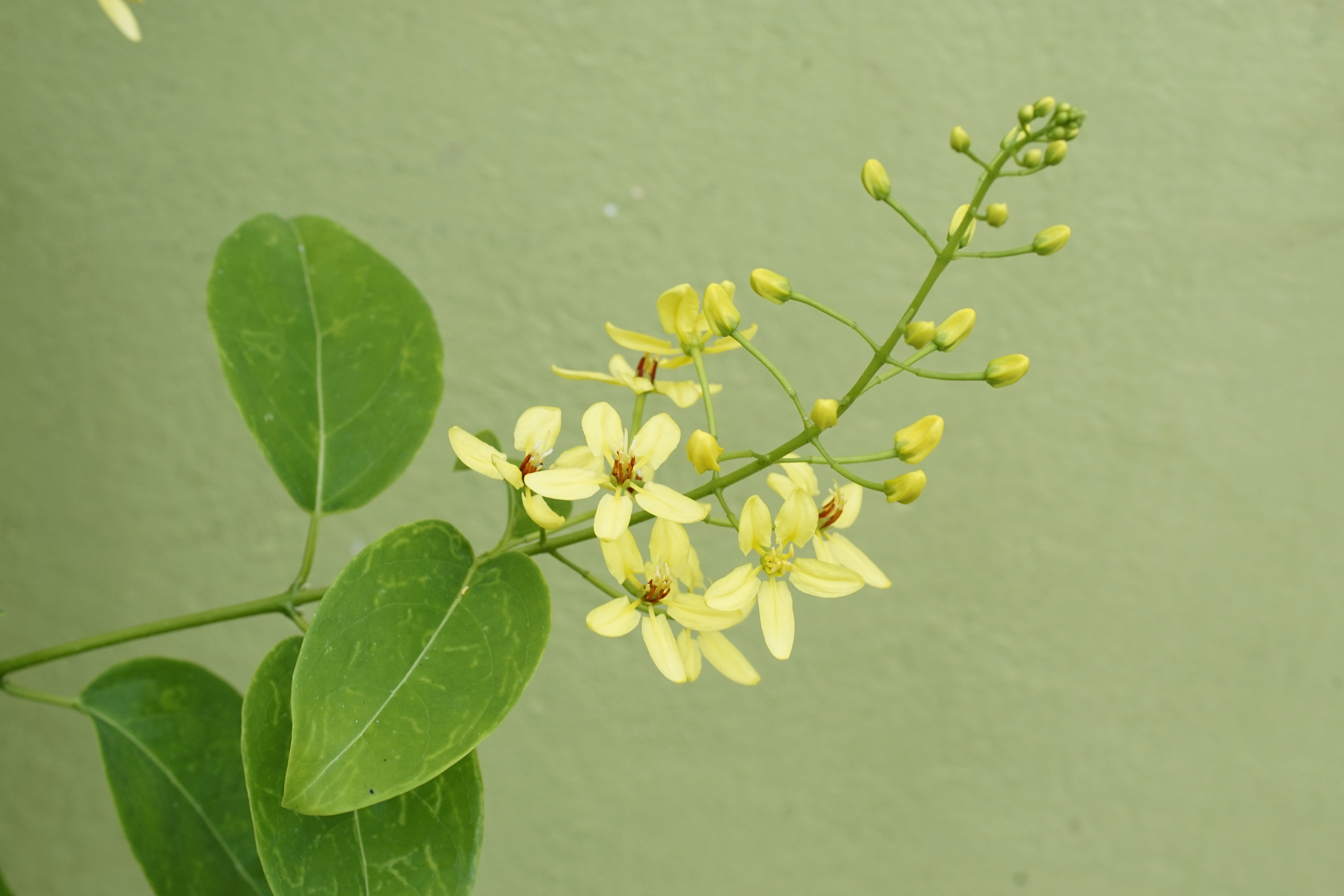
Tristellateia australasiae

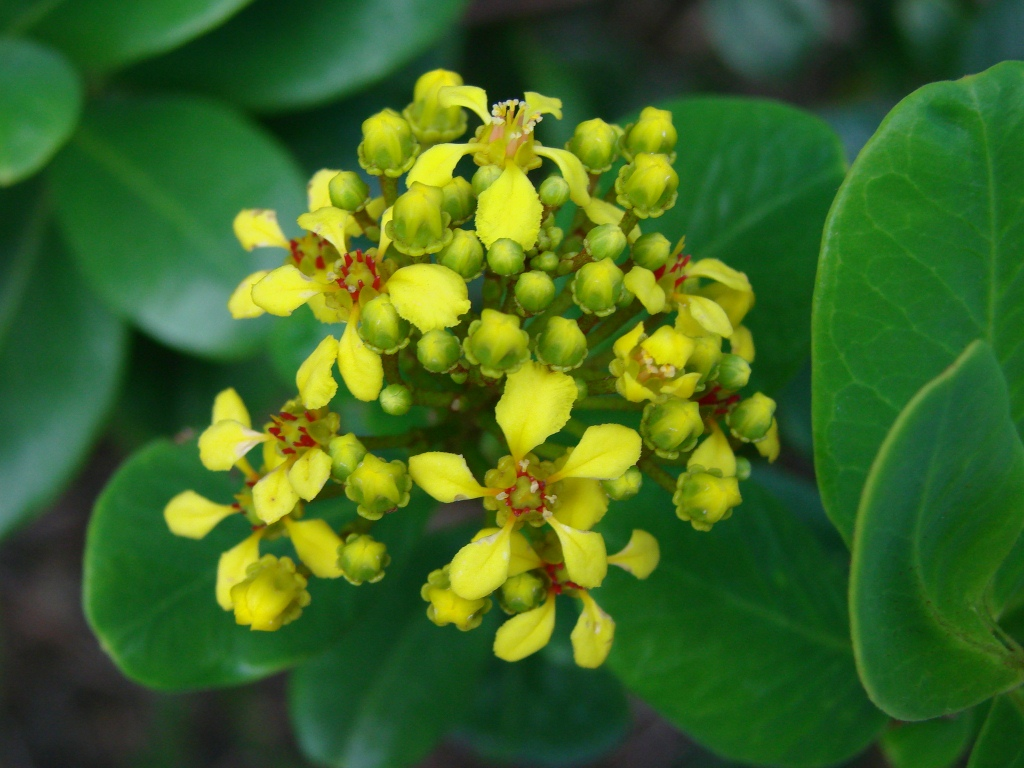
Verrucularina glaucophylla

Die Familie Malpighiaceae wurde am 4. August 1789 durch Antoine Laurent de Jussieu in Genera Plantarum, Seite 252 unter der Bezeichnung „Malpighiae“ aufgestellt. Typusgattung ist Malpighia L. Malpighiaceae Juss. nom cons. wurde 1999 in James L. Reveal: Vascular Plant Family Nomenclature: Fate of Suprageneric Proposals at the St. Louis Nomenclature Session for the XVI International Botanical Congress im Appendix IIB konserviert gegenüber Malpighiaceae Durande (veröffentlicht in Notions Elém. Bot., 1782, S. 280).
Die Familie der Malpighiaceae wurde von Takhtajan 1997 in die Ordnung der Vochysiales und von Cronquist 1981 in die Polygalales gestellt. Bei APG III und IV wird die Familie Malpighiaceae in der Ordnung der Malpighiales eingeordnet.
Die Systematik der Familie Malpighiaceae wird kontrovers diskutiert und von den Autoren unterschiedlich in Unterfamilien und Tribus gegliedert. Die Familie Malpighiaceae wird seit 2010 in zwei Unterfamilien gegliedert und enthält 64 bis 68 Gattungen mit 1250 bis 1300 Arten:
- Unterfamilie Malpighioideae Burnett: Sie ist in die Tribus Tricomarieae Nied., Hiraeeae Griseb., Rhynchophoreae Arènes, Banisterieae DC., Gaudichaudieae Horan. gegliedert.
- Unterfamilie Byrsonimoideae W.R.Anderson: Sie enthält die Tribus Byrsonimeae W.R.Anderson mit den drei Gattungen Blepharandra Griseb., Byrsonima Rich. ex Kunth, Diacidia Griseb.

Die Familie Malpighiaceae umfasst folgende Gattungen:
- Acmanthera (A.Juss.) Griseb.: Die etwa sieben Arten kommen in Brasilien vor.[9]
- Acridocarpus Guill. & Perr. (Syn.: Anomalopterys (DC.) G.Don, Anomalopteris (DC.) G.Don orth. var., Rhinopterys Nied.): Die etwa 37 Arten kommen vom tropischen bis südlichen Afrika, in Madagaskar, auf der Arabischen Halbinsel, im Iran und in Neukaledonien vor.[9]
- Adelphia W.R.Anderson: Sie wurde 2006 aufgestellt und die etwa vier Arten sind in der Neotropis von Mexiko über Zentralamerika bis Südamerika und in Jamaika verbreitet.[9]
- Aenigmatanthera W.R.Anderson: Sie wurde 2006 aufgestellt und die nur zwei Arten sind in Brasilien und Bolivien verbreitet.[9]
- Alicia W.R.Anderson: Sie wurde 2006 aufgestellt und die nur zwei Arten sind im tropischen Südamerika verbreitet.[9]
- Amorimia W.R.Anderson: Sie wurde 2006 aufgestellt und die etwa 15 Arten sind im tropischen Südamerika verbreitet.[9]
- Aspicarpa Rich. (Syn.: Acosmus Desv.): Die etwa elf Arten gedeihen in einem disjunkten Areal im subtropischen Nord- und Südamerika.[9]
- Aspidopterys A.Juss. ex Endl.: Die etwa 24 Arten sind vom Indischen Subkontinent über den Himalaja, Tibet und der südlichen Volksrepublik China bis Indochina und Malesien weitverbreitet.[9]
- Banisteriopsis C.B.Rob.: Die etwa 61 Arten sind von Mexiko über Zentralamerika und auf wenigen karibischen Inseln bis ins tropische Südamerika verbreitet, beispielsweise:
  - Banisteriopsis caapi (Spruce ex Griseb.) C.V.Morton
- Barnebya W.R.Anderson & B.Gates: Die nur zwei Arten kommen im östlichen Brasilien vor.[9]
- Blepharandra Griseb. (Syn.: Callyntranthele Nied.): Die etwa sechs Arten kommen im tropische Südamerika vor.[9]
- Brachylophon Oliv.: Die nur zwei Arten kommen auf der thailändischen Halbinsel, der Malaiischen Halbinsel, auf Borneo sowie Sumatra vor.[9]
- Bronwenia W.R.Anderson & C.Davis: Sie wurde 2007 aufgestellt und enthält etwa zehn Arten, die davor in Banisteriopsis enthalten waren; sie sind von Mexiko über Zentral- bis Südamerika verbreitet.[9]
- Bunchosia Rich. ex Kunth (Syn.: Malacmaea Griseb.): Die etwa 86 Arten sind in der Neotropis von Mexiko über Zentralamerika und Karibische Inseln bis Südamerika weitverbreitet,[9] Darunter:
  - Bunchosia glandulifera (Jacq.) Kunth: Aus dem nordwestlichen und nördlichen Südamerika
- Burdachia Mart. ex Endl. (Syn.: Carusia Mart. ex Nied., Tetrapodenia Gleason): Die etwa drei Arten kommen im tropischen Südamerika von Kolumbien und Venezuela bis Peru, Guyana und das nördliche Brasilien vor.[9]
- Byrsonima Rich. ex Kunth (Syn.: Alcoceratothrix Nied.): Die etwa 160 Arten sind in der Neotropis in subtropischen bis tropischen Gebieten weitverbreitet.[9] Darunter:
  - Byrsonima crassifolia (L.) Kunth: Zentralamerika, Karibische Inseln, nördliches Südamerika
- Calcicola W.R.Anderson & C.Davis: : Sie wurde 2007 aufgestellt und enthält nur zwei Arten, die davor in Mascagnia eingeordnet waren und in Mexiko verbreitet sind.[9]
- Callaeum Small (Syn.: Cabi Ducke): Die etwa elf Arten sind in der Neotropis von Mexiko über Zentral- bis Südamerika weitverbreitet.[9]
- Camarea A.St.-Hil. (Syn.: Cryptolappa A.Juss. ex Kuntze): Die etwa neun Arten im östlichen Südamerika in Paraguay, Guyana, Suriname und Brasilien vor.[9]
- Carolus W.R.Anderson: Sie wurde 2006 aufgestellt und enthält etwa sechs Arten, die vom südlichen Mexiko über Zentralamerika und einige karibische Inseln bis ins tropische Südamerika verbreitet.[9]
- Caucanthus Forssk. (Syn.: Diaspis Nied., Eriocaucanthus Chiov.): Die etwa drei Arten sind von der Arabischen Halbinsel über das nordöstliche Afrika bis Ostafrika verbreitet.[9]
- Christianella W.R.Anderson: Sie wurde 2007 aufgestellt und enthält etwa fünf Arten, die vom südöstlichen Mexiko über Zentralamerika bis ins tropische Südamerika verbreitet sind.[9]
- Coleostachys A.Juss.: Es gibt nur eine Art:[9]
  - Coleostachys genipifolia A.Juss.: Sie kommt von Französisch-Guayana und bis ins nördliche sowie nordöstliche Brasilien vor.[9]
- Cordobia Nied.: Es gibt nur eine Art:[9]
  - Cordobia argentea (Griseb.) Nied.: Sie kommt von Paraguay bis ins nördliche Argentinien vor.[9]
- Diacidia Griseb. (Syn.: Sipapoa Maguire): Die etwa elf Arten kommen im tropischen Südamerika von Kolumbien über Venezuela bis ins nördliche Brasilien vor.[9]
- Dicella Griseb.: Von den etwa sieben Arten kommt eine in Costa Rica vor und die anderen sind in Südamerika verbreitet.[9] Darunter:
  - Dicella nucifera Chodat: Südliches Brasilien bis Paraguay.
- Digoniopterys Arènes: Es gibt nur eine Art:[9][10]
  - Digoniopterys microphylla Arènes: Dieser Endemit kommt in Madagaskar nur in der Provinz Toliara vor; es sind nur wenige Fundorte bekannt.[10]
- Dinemagonum A.Juss.: Es gibt nur eine Art:[9]
  - Dinemagonum gayanum A.Juss.: Sie kommt vom nördlichen bis ins zentrale Chile vor.[9]
- Dinemandra A.Juss. ex Endl.: Es gibt nur eine Art:
  - Dinemandra ericoides A.Juss.: Sie kommt im nördlichen Chile (Antofagasta, Atacama) vor.[9]
- Diplopterys A.Juss. (Syn.: Jubistylis Rusby): Die etwa 31 Arten kommen im mexikanischen Bundesstaat Veracruz sowie in Panama und in Südamerika vor.[9]
  - Diplopterys cabrerana (Cuatrec.) B.Gates: Aus dem nordwestlichen Südamerika, Brasilien, Ecuador, Peru, Venezuela und Kolumbien.
- Echinopterys A.Juss. (Syn.: Coelostylis (Juss.) Kuntze): Die nur zwei Arten sind in Mexiko verbreitet.[9]
- Ectopopterys W.R.Anderson: Sie wurde 1980 aufgestellt und enthält nur eine Art:
  - Ectopopterys soejartoi W.R.Anderson: Sie kommt im westlichen Südamerika von Kolumbien und Ecuador bis Peru vor.[9]
- Excentradenia W.R.Anderson: Sie wurde 1997 aufgestellt und enthält etwa vier Arten im tropischen Südamerika.[9]
- Flabellaria Cav.: Es gibt nur eine rezente Art,[9] aber es gibt einige Fossilien, dei dieser Gattung zugeschrieben werden:
  - Flabellaria paniculata Cav.: Sie ist im tropischen Afrika weitverbreitet.[9]
- Flabellariopsis R.Wilczek: Es gibt nur eine Art:[9]
  - Flabellariopsis acuminata (Engl.) R.Wilczek: Sie kommt im tropischen Afrika vor.[9]
- Gallardoa Hicken: Es gibt nur eine Art:[9]
  - Gallardoa fischeri Hicken: Sie kommt in Argentinien vor.[9]
- Galphimia Cav. (Syn.: Vorstia Adans., Thryallis L. non Mart.): Die etwa 26 Arten sind in der Neotropis von Texas über Mexiko, Zentralamerika sowie auf karibischen Inseln bis Argentinien weitverbreitet; es soll natürliche Vorkommen in Vietnam geben. Einige Arten sind in einigen Gebieten der Welt Neophyten.[9]
- Gaudichaudia Kunth (Syn.: Rosanthus Small, Tritomopterys (A.Juss. ex Endl.) Nied.): Die etwa 20 Arten sind von Mexiko über Zentralamerika bis Bolivien und Venezuela verbreitet.[9]
- Glandonia Griseb.: Die etwa drei Arten kommen im tropischen Südamerika von Kolumbien über Venezuela bis ins nördliche Brasilien vor.[9]
- Heladena A.Juss. (Syn.: Malpigiantha Rojas nom. inval.): Es gibt nur eine Art:[9]
  - Heladena multiflora (Hook. & Arn.) Nied.: Sie kommt von Paraguay und Uruguay über Brasilien bis ins nordöstliche Argentinien vor.[9]
- Henleophytum H.Karst. (Syn.: Henlea Griseb.): Die nur zwei Arten kommen nur in Kuba vor.[9]

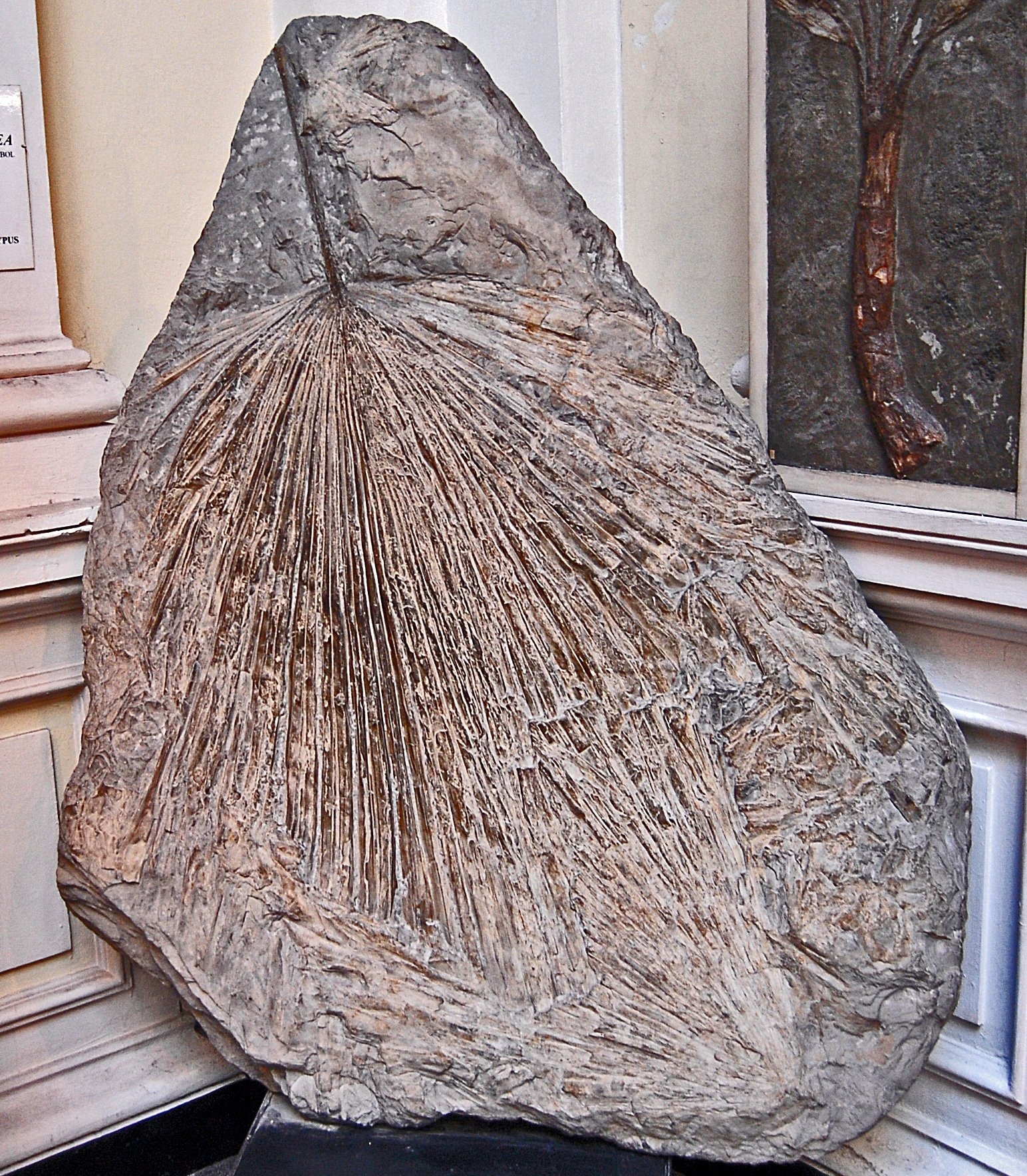
Fossil der ausgestorbenen Art Flabellaria mediterranea

- Heteropterys Kunth (Syn.: Atopocarpus Cuatrec., Banisteria L., Clonodia Griseb., Heteropteris Kunth orth. var., Skoliopteris Cuatrec.): Die etwa 159 Arten sind in der Neotropis und im tropischen Westafrika sowie in Angola weitverbreitet.[9]
- Hiptage Gaertn. (Syn.: Gaertnera Schreb., Molina Cav., Succowia Dennst.): Die etwa 43 Arten sind vom tropischen und gemäßigten Asien bis Malesien und auf den Fidschi-Inseln verbreitet.[9]
  - Hiptage benghalensis (L.) Kurz: Aus Pakistan, Indien, Sri Lanka, Südostasien bis ins südliche China und Taiwan.
- Hiraea Jacq.: Die etwa 81 Arten sind in der Neotropis von Baja California und anderen Teilen Mexikos über Zentralamerika und auf den Kleinen Antillen über weite Gebiete Südamerikas bis Argentinien weitverbreitet.[9]
- Janusia A.Juss. ex Endl. (Syn.: Cottsia Dubard & Dop, Fimbriaria A.Juss., Schwannia Endl.): Die seit 2014 etwa 20 Arten in einem disjunkten Areal in Mexiko und in Südamerika verbreitet und eine Art kommt in Madagaskar vor.[2][9]
- Jubelina A.Juss. (Syn.: Sprucina Nied.): Die etwa fünf Arten kommen von Costa Rica sowie Panama bis ins tropische Südamerika vor.[9]
- Lasiocarpus Liebm.: Die etwa drei Arten sind in Mexiko verbreitet.[9]
- Lophanthera A.Juss.: Von den etwa sechs Arten sind fünf von Kolumbien über Venezuela bis ins nördliche Brasilien verbreitet und eine Art kommt im Tiefland Costa Ricas vor.[2][9]
- Lophopterys A.Juss. (Syn.: Dolichopterys Kosterm.): Die etwa sieben Arten sind im tropischen Südamerika verbreitet.[9]
- Madagasikaria C.Davis: Sie wurde 2002 erstbeschrieben und enthält nur eine Art:[9]
  - Madagasikaria andersonii C.Davis: Sie ist nur von der Typusaufsammlung aus Toliara im südlichen Madagaskar bekannt.[10]
- Malpighia L. (Syn: Rudolphia Medik.): Die etwa 108 Arten sind in der Neotropis von Texas über Mexiko und Zentralamerika sowie karibischen Inseln bis ins nördliche Südamerika verbreitet und eine Art kommt von Natur aus in Vietnam vor.[9] Darunter beispielsweise:
  - Acerola oder Antillenkirsche (Malpighia glabra L.)
- Malpighiodes Nied.: Die etwa vier Arten kommen im nördlichen Südamerika und im nördlichen Brasilien vor.[9]
- Mascagnia (Bertero ex DC.) Colla (Syn.: Triopterys L., Triopteris L. orth. var.): Die etwa 45 Arten sind vom nördlichen Mexiko über Zentralamerika bis zum nördlichen Argentinien sowie südöstlichen Brasilien und auf karibischen Inseln weitverbreitet.[4][9]
- Mcvaughia W.R.Anderson: Die seit 2019 etwa drei Arten kommen im nordöstlichen Brasilien vor.[9]
- Mezia Schwacke ex Nied. (Syn.: Stenocalyx Turcz.): Sie enthält seit 2018 etwa 15 Arten. Diese verholzenden Pflanzen sind in der Neotropis von Panama bis ins tropische Südamerika verbreitet.[11][9]
- Microsteira Baker: Die 27 bis 28 Arten kommen wohl nur in Madagaskar vor, einige davon sind Endemiten in sehr kleinen Arealen mit wenigen Fundorten.[10][9]
- Mionandra Griseb. (Syn.: Brittonella Rusby): Die nur zwei Arten kommen von Bolivien und Paraguay bis ins nördliche Argentinien vor.[9]
- Niedenzuella W.R.Anderson: Sie wurde 2006 aufgestellt und enthält etwa 16 Arten von Costa Rica über Panama bis Südamerika vorkommend.[9]
- Peixotoa A.Juss.: Die etwa 29 Arten kommen in Bolivien, Paraguay und Brasilien vor.[9]
- Peregrina W.R.Anderson: Es gibt nur eine Art:[9]
  - Peregrina linearifolia (A.St.-Hil.) W.R.Anderson: Sie ist von Paraguay über Brasilien bis ins nordöstliche Argentinien verbreitet.[9]
- Philgamia Baill.: Die etwa vier Arten kommen nur im zentralen Madagaskar vor.[9] Sie sind jeweils nur von wenigen Fundorten bekannt und zwei davon könnten nur morphologisch etwas abweichende Formen der beiden anderen Arten zu sein.[10]
- Psychopterys W.R.Anderson & S.Corso: Sie wurde 2007 aufgestellt und enthält etwa acht Arten, die von Mexiko über Belize und Guatemala bis Honduras vorkommen.[9]
- Pterandra A.Juss.: Die etwa 15 Arten kommen von Panama bis Südamerika vor.[9]
- Ptilochaeta Turcz.: Die etwa vier Arten kommen in Südamerika vor.[9]
- Rhynchophora Arènes (Syn.: Calyptostylis Arènes): Die nur zwei Arten kommen nur im südlichen Madagaskar vor.[12][10][9]
- Ryssopterys Blume ex A.Juss. (Syn.: Rhyssopterys Blume ex A.Juss. orth. var.): Es gibt nur noch eine Art:[9]
  - Ryssopterys tiliifolia (Vent.) Blume ex A.Juss.: Sie kommt auf der Insel Java und auf den Kleinen Sunda-Inseln vor.[9]
- Spachea A.Juss. (Syn.: Meckelia (Mart. ex A.Juss.) Griseb.): Von den etwa sechs Arten sind fünf vom Tiefland Costa Ricas sowie Nicaraguas und in Panama sowie Kuba bis ins nördliche Südamerika verbreitet und eine ist ein Endemit des östlichen Kubas.[2][9]
- Sphedamnocarpus Planch. ex Benth. & Hook. f. (Syn.: Banisterioides Dubard & Dop, Tricomariopsis Dubard): Von etwa neun Arten kommen acht in Madagaskar und eine vom tropischen bis ins südliche Afrika vor.[9]
- Stigmaphyllon A.Juss. (Syn.: Brachypterys A.Juss.): Die etwa 119 Arten sind in der Neotropis, im tropischen Westafrika und Myanmar, Taiwan, in Neuguinea, Queensland, Neukaledonien und Malesien und pazifischen Inseln weitverbreitet.[9]
- Tetrapterys Cav. (Syn.: Adenoporces Small, Tetrapteris Cav. orth. var.): Die etwa 77 Arten sind in der Neotropis von Mexiko über Zentralamerika und auf karibischen Inseln bis Südamerika weitverbreitet.[9]
- Thryallis Mart. (Syn.: Hemsleyna Kuntze): Die etwa fünf Arten kommen vom östlichen Bolivien über Paraguay bis Brasilien vor.[9]
- Triaspis Burch. (Syn.: Umbellulanthus S.Moore): Die etwa 15 Arten vom tropischen bis ins südliche Afrika vor.[9]
- Tricomaria Gillies ex Hook. & Arn.: Es gibt nur eine Art:[9]
  - Tricomaria usillo Hook. & Arn.: Sie kommt im nördlichen Argentinien vor.[9]
- Tristellateia Thouars (Syn.: Platynema Wight & Arn., Zymum Thouars): Die etwa 21 Arten kommen in Ostafrika sowie in Madagaskar und von Indochina, sowie Taiwan über Malesien bis Neuguinea, Queensland, Neukaledonien und auf pazifischen Inseln vor.[9]
- Verrucularina Rauschert (Syn.: Verrucularia A.Juss.): Die nur zwei Arten kommen im nördlichen Brasilien vor.[9]

## Fossile Funde und Evolution
Die Familie Malpighiaceae ist wahrscheinlich in der Oberkreide vor etwa 68 Millionen Jahren in Südamerika entstanden. Von dort aus gab es wahrscheinlich neun Migrationen in die Alte Welt. Mehrmals erfolgten Ausbreitungen nach Mexiko und deshalb ist die Aufgliederung in Kladen in den mexikanischen saisonalen Trockenwäldern so groß. Es gibt Ausbreitung der Diasporen durch Tiere, aber im Mittleren Miozän, vor etwa 24 Millionen Jahren nahm die Entwicklung von Ausbreitung durch den Wind zu. Es gibt beispielsweise Fossilfunde aus dem Quartär (in Panama), dem Pliozän (in Panama), dem Miozän (in Panama sowie Kolumbien) und dem Eozän (in Kolumbien sowie Peru).

## Nutzung
Die Früchte von Acerola, Antillenkirsche (Malpighia glabra) werden gegessen.

## Weiterführende Literatur
- Werner Greuter, Rosa Rankin Rodríguez, Pedro González Gutiérrez: Flora de la República de Cuba. Fascículo 24: Malpighiaceae., Februar 2019, ISBN 978-3-946292-32-6. Abstract.